# アイシールド21の登場人物
アイシールド21の登場人物（アイシールドにじゅういちのとうじょうじんぶつ）は、週刊少年ジャンプ連載の稲垣理一郎原作・村田雄介作画の漫画『アイシールド21』の登場人物の一覧である。
ポジションの略記については、アメリカンフットボールのポジションを参照。

## 東京地区

### 盤戸スパイダーズ（盤戸高校）
事情によりキックゲームに特化したスペシャルチーム。選手の名前は楽器やスターなどから付けられたものが多い。マスコットはギターを持ったロッカー蜘蛛のロカ・ビリー。昨年の東京大会で準優勝を果たしたが、その後主力メンバーをアレキサンダーズに引き抜かれ大幅な戦力減を余儀なくされ春季東京大会では惨敗を喫した。それゆえ秋季東京大会前の評価ではコータローのキック以外は評価されずDクラスの扱いだったが下馬評を覆し準決勝まで勝ち抜いた。準決勝でホワイトナイツに敗退し、関東大会出場を懸けてデビルバッツと3位決定戦で激突した（実際の東京4位校はSIC地区大会準優勝校とのプレーオフを制すれば関東大会に出場できる）。一流選手と呼べるのは赤羽とコータローのみだが、赤羽の指導により全員が後述の「スパイダーポイズン」を習得し押し合いには強く、屈強な幻詩人ファイターズを赤羽抜きで破り、泥門もライン戦では終盤まで苦戦を強いられた。本来リスキーなプレイであるオンサイドキックを連発する特殊戦術「スパイダーズウェブ（蜘蛛の網）」と赤羽の超人的な活躍により泥門を敗退寸前まで追い詰めるも1点差で敗れ関東大会出場はならなかった。
赤羽隼人（あかば はやと・2年）
声 - 平川大輔
タイトエンド (TE)兼ラインバッカー(LB)。背番号21（日本代表では22）。身長174cm、体重64kg。9月21日生まれ。血液型A型。40ヤード走4秒9。ベンチプレス100kg。
通称「赤目のエース」。赤髪と赤瞳にサングラスをかけ両耳にはピアスをしており、桜庭が所属するジャリプロにスカウトされる程ルックスがよい。少し笑みを浮かべただけでコータローとジュリを驚愕させるほど普段はポーカーフェイスを崩さない怜悧冷徹な男である。しかしながら常にギターを携帯し何でも音楽に例える変わり者でもあり、演奏も不必要なほどうまい。時折その奇妙な言動を突っ込まれることがあるがチューニングを行い誤魔化す癖がある。コータローとは性格や志向など180度趣味（赤羽によると“音楽性”）が合わず言い争いが絶えないが、お互いの意志と勝負への覚悟、クリスマスボウルへの思いは認め合っている。瀧や水町とは音楽性が合うらしく、即興でコンビを組んだことがある（デビルバットによると、元気な変態が合うらしい）。口癖は「フー」。好きな食べ物はサラダ。尊敬する人はノーベル。父と母、妹の4人家族。
身体能力自体は大和、進、阿含など他のトッププレイヤーに一歩譲るものの非常に強く、更に高い知略と天才的なテクニックも持ち合わせ、昨年の東京大会では優勝した王城の進や黄金世代を抑えて1年生にしてMVPを獲得するなど押しも押されもしない日本トッププレイヤーの一人である。TEというポジション柄、非常にバランスの取れたオールラウンダーでランにパスキャッチ、ディフェンスと万能の活躍を見せるが、その真骨頂はボールキャリアーを護衛する「リードブロック」にこそあり、敵選手の重心移動のタイミングに合わせて繰り出す「スパイダーポイズン（蜘蛛の毒）」は栗田ですら片手で吹き飛ばし複数の敵選手を一度に殲滅する威力を誇る。また劇中屈指の戦術家でもあり、事前に敵チームの能力や戦術を研究し尽くして味方に技のタイミングを伝授し、「ランフォース」で敵ランナーの走行コースを思いのままに誘導する。
父親の転勤で関西の帝黒学園へ転校するが、帝黒が盤戸の有力選手を引き抜きキックチームだけが取り残された事実を知り、このやり口に反発しその力を証明するべく盤戸高校に出戻った（その為、東京で一人暮らしている）。しかし転校の繰り返しが大会規定に引っ掛かり春季大会はもちろん秋季大会でも終盤まで出場停止となり、準決勝の王城戦もベンチから眺めるだけだったが、3位決定戦の泥門戦でチーム復帰した。背番号21とアイシールドを付け『本物のアイシールド21』を名乗ったためセナは最初彼こそが筧の言っていたアイシールド本人だと誤解したが、赤羽は「最強であり続ける」＝「絶対に負けない」という覚悟の証のために名乗っているだけであり、大和とは特に関係はなかった（そもそもアイシールド21とは一個人の愛称ではなく米国ノートルダム大附属中のエースランナーが名乗る称号のことであり、必ずしも大和個人のことを指すものではない）。
泥門戦では栗田率いる泥門ライン陣を一人で制圧、セナのランをも封じ、攻撃面でも獅子奮迅の大活躍を見せた。特に同じTEの瀧には付け入る隙すら与えず完膚なきまでに打ち倒したが、敗北を認めた瀧の捨て身のブロックとセナの渾身のランの前に決勝点を許した。
秋季東京大会では先述の泥門戦1試合しか出場していないが、ベストイレブンの攻撃・タイトエンド部門で選出された。
後に泥門の全国制覇のため、同じTEである瀧のマンツーマンコーチとなる。全国大会決勝後、全日本選抜代表結成に際しセナとモン太の推薦で選出されるも、本人の希望でキックチームの指揮に専念することとなる。
ヒル魔からは「糞（ファッキン）赤目」（アニメでは「クソ赤目」）と呼ばれている。
高校卒業後は最京大学に進学してアメフトを続けている。
佐々木コータロー（ささき コータロー・2年）
声 - 森山栄治
キッカー (K)兼ラインバッカー(LB)(泥門戦のみ)。背番号99。身長177cm、体重65kg。11月30日生まれ。血液型B型。40ヤード走5秒5。ベンチプレス65kg。
トライフォーポイント（TFP）キック成功率100%の実力派キッカー。ムサシの「60ヤードマグナム」伝説を聞きつけ、彼に一目置きつつライバル視している。荒れ球ともとられる剛性のキックを誇る彼とは対照的に針の穴を通す柔らかく精密なキックを得意としているが、ムサシ程ではないもののキックの飛距離もかなりあり、作中多くの人から評価される日本最高クラスのキッカーである。その高いキック技術を以って、強い横風すら計算に入れて成功させたりオンサイドキックで正確な位置に落とすなど盤戸の戦術の要として活躍する。キックのことなら何時間でも話せると豪語するキッカー一筋で「スマート」が口癖（この「スマート」という言葉は、賛辞や「凄い」などという意味を表すために使っている）。熱血漢でチームメイトの赤羽とは反りが合わず衝突することが多く、ギターに唾攻撃をしかけては喧嘩を起こすのが日常茶飯事であり、また仲間思いの面もあるがそれが遠因でキッカーとしては図太さに欠ける所がある。好きな食べ物は肉。尊敬する人はエルビス・プレスリー。父と母、姉の4人家族。常に髪の乱れを気にし、携帯している折り畳みのクシで髪形を整えるのが癖。激昂するとクシを折ってしまうこともあり、単行本おまけページでは持っているクシの数が軽く小山ができることが明かされる。足が結構長い。東京大会3位決定戦での紹介文は「成功率100%のスマートキッカー」。アニメのみベストイレブンのキッカー部門に選出されている（しかし、キッカーはサブポジションの為、ベストイレブンがあるのかは不明）。
ヒル魔からは「糞（ファッキン）モミアゲ」（アニメでは「クソモミアゲ」）と呼ばれている。
高校WCではムサシとともにキッカーとして参加した。高校卒業後は炎馬大学に進学しアメフトを続けている。ヒル魔によって勝手に恋ヶ浜大学との対外試合を組まれていたのを知って驚愕している。
堺（さかい・3年）
ランニングバック (RB)。背番号58。赤羽のリードした道を走りボールを確保する。
キックチームキャプテン
背番号59。本名不明（Wii版では「オトナシ」）。盤戸のキックチームを縁の下の力持ち精神で地味にまとめてきたキャプテン。泥門の石丸に同じ匂いを感じているらしい。
沢井ジュリ（さわい ジュリ・2年）
声 - 樋口智恵子
マネージャー。身長167cm、体重49kg。70年代ファッションを好む凄まじい突っ込み娘で、赤羽のギターですらドツキに使う。コータローとは幼馴染の間柄で息もピッタリ。コータローからは過去に三回「俺と付き合っちまえよ」とアタックされているが、その度に「ハイハイ、何バカ言ってんの」といなしており明確に答えていない。名前の由来は沢田研二とその愛称である「ジュリー」。
倉敷卓人（くらしき たくと）
声 - 高瀬右光
アニメオリジナルキャラ。盤戸の元監督。回想シーン以外ほぼ登場していないが、メンバー、特にコータローからの思いは強い。原作ではまったくチームに関わらなかった。
アメフトは全くの素人でコータローのキックに期待していた。主力選手が帝黒に引き抜かれた頃には既に監督を無理矢理辞めさせられたが、3位決定戦を観戦。敗退後コータローと赤羽の頑張りを称える。

### 巨深ポセイドン（巨深高校）
毎年、東京では強いほうと言われながらも関東では通じないという中途半端な中堅チームだったが、今期の1年生から長身選手を揃えるも控えだったことから秋季大会前の評価はDクラス。一回戦で柱谷を31-14、三回戦で賊学を42-0で下し、ダークホースとして一躍注目を浴びた。しかし準々決勝で泥門に17-18（アニメでは23-24）で惜敗。この試合は読者投票のBESTゲームで断トツ、チームランキングも2位など、人気は高い。東京大会後、神龍寺（阿含途中参加）と練習試合を行うが0-41で完敗。マスコットは海でできた巨人の海人。学校は60階建ての超高層校舎が名物。卒業後の進路にエレベーター製造会社を選ぶ生徒が多いらしい。主な登場人物には水や海、水生生物に因んだ名前がつけられている。
筧駿（かけい しゅん・1年）
声 - 竹内幸輔
ラインバッカー (LB)。背番号41。身長191cm、体重78kg。6月6日生まれ。血液型A型。40ヤード走4秒9。ベンチプレス95kg。
「正真正銘のアイシールド21」大和猛と、一度だけ対戦したアメフト選手。泥門のアイシールドを偽者として激昂する。あくまで嫌っているのは、アイシールド21であり、セナは結構いい奴とみている。小学校時代で既に170cmの長身で向かうところ敵なしで、当時はコーチ陣にも不遜で見下すような態度を取っていた。中学校から単身渡米しフェニックス中学のアメフトクラブに所属。そこでの挫折と日本人ながら活躍する「真のアイシールド」大和との出会いで自分の努力不足を痛感。奮起してアメフトの練習と研究を始め、瞬く間にフェニックス中のエースに上り詰める。大和と1プレイだけ戦うも敗れ、その際に「もう一度戦おう」と約束。そのために猛特訓し、ノートルダムとの対戦の機会を得たが、既に帰国した後だったことを知り、自身も再戦のため帰国。腕のリーチから来るツッパリと0秒で間合いを詰めるスピードで如何なる攻撃パターンも防ぎ（アニメでは小判鮫がこの技を「モビィディック・アンカー」と命名）、泥門戦でセナのデビルバットゴーストを止めたものの、小回りの無さが仇となり進化したデビルバットハリケーンには対処しきれず抜かれている。アニメでは赤羽と一対一で勝負をして敗北。東京大会ベストイレブンの守備・ラインバッカー部門で選出される。
泥門の全国制覇のため、十文字のマンツーマンコーチとなる。本物のアイシールド・大和と直接対決する願いが叶わなくなったため、彼に自らのハンドテクニックを叩き込む。WC編では水町の誘いでのLBとして選出される。
登場初期は進と並んで硬い印象のキャラクターだったが、顔を赤らめつつ泥門を応援し、カラー扉絵や人物紹介ページでかわいらしいポーズを取るといった一面も見せた。また、銭湯でセナに「お前自身が赤羽を超えるしかない」と言っていたことからすでにセナの正体（セナ=泥門のアイシールド21）を知っていた。蛭魔は、糞（ファッキン）ツリ目、アニメではクソツリ目と呼ぶ。
卒業後は自分をもう一度鍛えなおすために再び渡米し、そちらの大学に進学した。水町からは「根がまじめすぎ！」と指摘されたが、そこが彼の長所でもあり、短所でもある。
水町健悟（みずまち けんご・1年）
声 - 小野大輔
タックル (T) 兼ディフェンシブタックル (DT)。背番号71。身長193cm、体重79kg。12月31日生まれ。血液型B型。40ヤード走5秒0。ベンチプレス90kg。
中学生時代突如彗星の如く現れた伝説のスイマーだったが、勝利の喜びを仲間で共感しようと度を超した練習量を他の部員達に課し、その過剰な情熱は部内で空回りして敬遠され、水泳を引退。その後筧に出会い、アメフトの道へ転向。長身と水泳で身に着けたスイム（水泳）というライン技術とスピードで敵を圧倒。その身軽さと敏捷性で天賦の運動能力と見られがちだが、異常な練習量で弱点を克服してきた努力型であり、そのためスタミナもかなりある。他の部員達から敬遠された水泳部とは違い、アメフト部では部員全員が自身の練習に付き合うなど、アメフトが水町にとって初めて自分の居場所となった。そのため、普段は飄々としているが部の仲間に対する想いは非常に強い。口癖は、「ンハッ」。チームメイトによると「考えなしすぎ」。ことある毎に上半身裸かパンツ一丁になる癖がある。また、チアの衣装を着込んだり、関東大会準決勝の王城対泥門戦ではハーフタイム時の赤羽のギターソロに乱入し即興バンド「BLOOD」を結成。無神経な性格で、悪意無く他人を見下す言動で性質が悪かったが、自分が見下した小結に敗北後はあまりしなくなった。しかし、たびたび身も蓋もないツッコミを天然で入れてしまう。
東京大会ベストイレブンの攻撃・ライン部門で選出。神龍寺との練習試合で、阿含に右腕の関節を外されたが、リベンジに向けて特訓。泥門の全国制覇のため、黒木のマンツーマンコーチとなる。WC編ではセナ、モン太の推薦により前衛に選出される。番場と水泳勝負した過去がある。
高校卒業後は炎馬大学に進学しアメフトを続けている。大学が定員割れしていたため、簡単に入学できたのだという。
小判鮫オサム（こばんざめ オサム・3年）
声 - 下崎紘史
クォーターバック (QB)。背番号14。身長163cm、体重54kg。9月9日生まれ。血液型O型。40ヤード走5秒7。ベンチプレス40kg。
主将。優秀な後輩たちに対するコンプレックス故、深い理屈を他人任せにし、知ったかぶりするお調子者。しかし、特訓魔の水町の特訓にも脱落しない根性とアメフトへの愛着の持ち主で、本人は気付かないが後輩（特に1年）たちからは心から慕われている。実際相手選手に捕まる前にボールを捨てる「早逃げ」で、インターセプト率0%を誇る。また、確実に通るパスは絶対に見逃さないなど、本人は自身の実力を過小評価してはいたがQBとしての実力は決して低くない。アニメでは筧から「小判鮫先輩がいたからモビィディック・アンカーが完成した」と評されている。
名前の由来はコバンザメから。
大平洋（おおひら ひろし・1年）
声 - 小川輝晃
ラインバッカー (LB)。背番号31。身長205cm、体重108kg。7月14日生まれ。血液型AB型。40ヤード走5秒6。ベンチプレス95kg。
筧を師と呼び、いつも泣いている熱血な選手。身長は高校アメフト界No.1。大西とはライバル関係で、さまざまなことに無駄に競い合う。大西と比べるとパワーでは勝るがスピード、テクニックで劣る。日本代表追加メンバー。語尾に「ッス」を付ける。名前の由来は太平洋（たいへいよう）。
大西洋（おおにし ひろし・1年）
声 - 鷲見亮
ラインバッカー (LB)。背番号32。身長204cm、体重95kg。7月15日生まれ。血液型AB型。40ヤード走5秒2。ベンチプレス85kg。
筧を師と呼ぶ大平と並ぶ長身の選手。眼鏡をかけている。大平とはライバル関係にあり、様々なことで無駄に競い合う。身長は高校アメフト界No.2。大平と比べるとパワーでは劣るがその分、スピードとテクニックで勝る。日本代表追加メンバー。名前の由来は大西洋（たいせいよう）。
飯清仁（はんきよ ひとし・2年）
スプリットエンド (SE)。背番号11。身長159cm、体重55kg。
パスターゲットの一人。スターティングメンバーの中で一番、背が低い。小判鮫と共に泥門に偵察するが、練習中のモン太が乗っていた竹馬にぶつかり、巨大なこぶが出来る。名前の由来は半魚人から。
渋谷摩季（しぶや まき・1年）
マネージャー。身長160cm、体重49kg。
その響きに憧れ入部。劇中でも頭が悪い部類に入り、髪の手入れに時間がかかる（原作では髪のセットと化粧に6時間かかると書かれている）ため、二日に一度しか登校しない。
乙姫（おとひめ）
チアリーダー。
チアリーディングチーム「ブルーマーメイド」キャプテン。ダイエットのために入部したが、現在は青春と思っている。天然で熱い水町が少しだけ気になっている。神龍寺ナーガの一休にカワイイという印象を持たせている。進路希望は女子短大。WC編では全日本チアとして参加。
浦島（うらしま）
チアリーダー。
チアリーディングチーム「ブルーマーメイド」副キャプテン。筋トレの為に入部したが、現在は死闘と思っている。風呂屋の壁をも破壊する怪力と観客席からモン太に向けてピンポイントでボールを投げるコントロールの持ち主。天然で暑苦しい大平が少し気になるらしい。進路希望は女子プロ。水町によると「すごく予想外な娘」。WC編では全日本チアとして乙姫と参加する。

### 賊学カメレオンズ（賊徒学園）
葉柱ルイを中心とした暴走族チームで、相手に合わせ戦術を変える手法を得意としている。春季東京大会では葉柱が審判に暴行し失格（何回戦でのものかは不明だが、よほど酷いものだったのか、栗田は「よく春大会失格だけですんだ」と評した）、その後行われた練習試合では泥門に46-28で惨敗。秋季大会前の評価ではその力を評価されCクラス。秋季東京大会では二回戦で筑付を27-3で破るが、三回戦で巨深と当たり0-42で完敗。アニメでは夕陽戦の前の泥門と練習試合をして30-28で惜敗。なかば崩壊しかけたチームを、葉柱が力づくで纏め上げているため巨深戦で挽回の可能性がありながら彼以外戦意喪失するなど、士気面に弱点を見せた。選手の名前は、漫画に登場するガキ大将や不良、顔の特徴が由来。マスコットの名前はカメレオンのベロリン。
葉柱ルイ（はばしら ルイ・2年）
声 - 遊佐浩二
ラインバッカー (LB) 兼クォーターバック (QB)。背番号42。身長174cm、体重67kg。1月25日生まれ。血液型B型。40ヤード走5秒2。ベンチプレス80kg。
主将。「フィールドのカメレオン」の異名を持つ。常にバタフライナイフを持ち歩き、メンバーを恐怖政治で支配する。とても長い腕を持ち、そのリーチと後出し戦術を生かし、相手を捕らえる。運動能力も並で戦略も詰めが甘いが、アメフトへの熱意は本物の熱血漢。後述のミイラ男の項にあるように、泥門メンバー陣や狼谷や岩重など関東大会のエース勢が落ちたトライアウト唯一の合格者である。
賊徒大学の葉柱斗影は実兄。父親が都議会議員である為コネ持ち。兄を「化石（古めかしいという意味で本人は使っているが、同時に根性、気合など職人気質的な意味を持つという意味も含めている）」的不良と呼ぶが、彼自身も古風な性分を持ち合わせており「化石」の要素はある。東京大会ベストイレブンの守備・ラインバッカー部門で選出される。
泥門との対校試合に負けたことからヒル魔に奴隷とされるが、夏休み前に開放されている（アニメでは再奴隷化される）。ポセイドン戦での試合後のヒル魔への涙の叫び（このシーンはファンブックのベストシーンランキングに1位でランクインされている）などアメフトに対しては律儀で真剣である。実際アニメでは上述の審判暴行を行って失格になったあと「バカなことをしでかして惨めだった」とセナに語り、アニメでの巨深戦では、後述の浜口ら1年生のいきすぎた言動(水町や審判に暴言を吐くなど)を厳しく咎め、自ら3人をベンチに下げた。神龍寺に太刀打ちできる泥門メンバーの姿を見て賊学ならメンバーは確実に諦めていたのと比べ、泥門は諦めずに戦っているのを見て、再び悔し涙を流していた。
信頼出来る仲間に出逢えなかったことや勝利への執着心が薄いチームに対してヒル魔は無関心な反面、彼はチームの（後述のミイラ男の項参照）ことを考え行動するなど、よく似た境遇に立ちながら、あらゆる面で正反対なキャラクターを確立している。バイクのテクニックは超一流。学力はいいほうである。名前の由来は爬虫類から。
高校卒業後は賊徒大学に進学しアメフトを続けている。
足塚猛（あしづか たける・2年）
声 - 下崎紘史
キッカー(K)。背番号13(アニメでは背番号9)。身長166cm、体重57kg。10月10日生まれ。血液型A型。40ヤード走5秒4。ベンチプレス60kg。
賊学の点取り屋。トライフォーポイント（TFP）キック成功率78%。また、キックオフ時に相手選手の混乱を誘う「爆竹キック（スクイーブキック）」が武器。
井上一美 (いのうえ かずみ・2年)
ディフェンシブライン (DL)。背番号52。身長156cm、体重58kg。
賊学のディフェンスラインの一角。中学時代から近藤と共に葉柱の主従関係となる。
近藤俊也 (こんどう しゅんや・2年)
ディフェンシブライン (DL)。背番号62。身長162cm。体重63kg。
賊学のディフェンスラインの一角。中学時代から井上と共に葉柱の主従関係となる。
蛇井級太郎（へびい きゅうたろう・2年）
ガード (G)。背番号61。身長184cm、体重120kg。11月30日生まれ。血液型O型。40ヤード走6秒2。ベンチプレス125kg。
賊学大型パワー系ラインマン。巨深の長身ラインマンに対抗すべく投入されるも、元からスピード重視の水町とは相性が最悪だったのか、彼のスイムにあっさり倒される。彼の言葉を聴いたものはほとんどいないらしく、いつも鼻息を「フシュー」と立てるだけ。パワフル語がわかる。
火野玉男（ひの たまお・1年）
声 - 前田剛
ガード (G)。背番号51。身長180cm、体重90kg。
頭部の炎のタトゥーシールが目立つスキンヘッドの巨漢。弾力に満ちた体は怪我知らず。アニメでは賊学のメインキャラとして登場しており、体格の割りに独播の偽アイシールド21に闇討ちされて痛い目にあっている。
荒戸錠（あらと じょう・1年）
声 - 岩崎征実
ラインバッカー (LB)。背番号57。身長175cm、体重68kg。
首に赤いスカーフを巻いているのが特徴の長髪少年。スカーフで顔を隠し、闇討ちをする。アニメでは賊学のメインキャラクターとして登場。
浜口漣（はまぐち れん・1年）
声 - 石上裕一
ラインバッカー (LB)。背番号32。身長168cm、体重69kg。
鼻&口ピアスに帽子を後ろ向きに被っている少年。本当はバンドがやりたかったが、葉柱に脅され入部した。アニメでは賊学のメインキャラとして登場。
山田幸運（やまだ よしかず）
顧問。地味に不幸な星の下に生まれた男であり、モン太やヒル魔のノーコンのボールに当たっていた。
露峰メグ（つゆみね メグ・2年）
声 - 真瀬京子→山下亜矢香→遊佐麻友美
マネージャー。身長169cm、体重55kg。
奇襲攻撃を得意とするスケバンで、いつも竹刀を持ち歩く。夏合宿では彼女の考案した多数の拷問と言えるスパルタ特訓でメンバーを強化した。かなりの美女ではあるがその性格ゆえにマドンナではなく女帝と言われワルから恐れられている。股間を攻撃する。闇討ちで葉柱を心配し賊学へきたセナに『いい奴』と評しており、心根は優しい（TVシリーズより）。
巨深戦での惨敗後、唯一葉柱のヒル魔への悔し涙に影から涙した。このことからチーム内で唯一葉柱の理解者であったことが窺える（17巻の質問コーナー（デビルバット021）に「二人は交際しているのか？」という質問が来たが、その答えはかなり曖昧な物であった）。

### 柱谷ディアーズ
都大会の優勝候補に名を連らね、歴戦の勇士が揃う古豪で毎年上位に連なる名門チーム。小柄の選手が多いが、それを補う経験を兼ね備え、各自の役割を忠実にこなす。春大会での成績は不明だが、対戦表では泥門や王城とつながっていたのでそれに敗北。秋季大会の前評価でもAクラスで、当然優勝候補の一つに挙げられていたが、初戦の巨深戦にて14-31でまさかの敗退。TVシリーズオリジナル、デスゲーム編では、0-24で惨敗。マスコットは鹿のビンバ。
山本鬼兵（やまもと おにへい・3年）
声 - 楠大典
オフェンシブライン (OL) 兼ディフェンシブライン (DL)。背番号71。身長167cm、体重72kg。8月22日生まれ。血液型A型。40ヤード走5秒2。ベンチプレス75kg。
主将。小学生からライン一筋を貫いたベテラン選手。「テクニックの鬼兵」の通り名を持ち、完璧な基礎と、長年の技術で大学生級のラインマンもなぎ倒す業師。そのいぶし銀な魅力から壁陣達のカリスマ的存在で、栗田を始め各所のラインマンから熱烈に慕われている。中学時代に栗田と対戦した。アニメにおいて、対戦時に栗田の心の弱さを指摘し、これがきっかけでアメフトに真剣に取り組むようになり「心の師匠」と慕うようになったという。
ベテランなだけに薀蓄は豊富だが、勘が妙に鈍く、泥門が巨深に負けるかもと序盤で予想していたほど終始勘が冴えなかった。敗退後は渋さは鳴りを潜め、虎吉と凸凹コンビとなって、試合展開の予想をたびたびするもことごとく結果と正反対に外してしまうギャグキャラクターに。王城の学園祭のクイズ大会では、なぜか組んで参加し、やはり問題を外して反対のことを虎吉が言って正解していった。しかし、関東大会準決勝の泥門VS王城終了後には、泣きながら自分自身が足を治してアメフト選手になる決意をする虎吉を励ますなど、シリアスな面でも虎吉との絆が生まれているようである。虎吉の友達にも懐かれており、上述のものとは違った毛色のカリスマがうかがえる。
東京大会ベストイレブンの攻撃・ライン部門で選出。高校WC編では、阿含の独断で日本代表入りする。高校卒業後は武蔵工務店で結成した武蔵工バベルズのメンバーとしてアメフトを続けている（TVシリーズでは就職することをムサシに伝えている）。
名前の由来は長谷川平蔵から。
片岡政二（かたおか せいじ・2年）
ディフェンスライン（DL）。身長174cm。体重68kg

### 独播スコーピオンズ
春からの戦績10勝1敗と強豪と当たらずも驚異的な勝率を持つが、主将の金串の読みで戦局を左右するチーム。選手の名前は節足動物から取られているものが多い。秋季大会前の評価ではCクラス。秋季東京大会では三回戦で泥門と対戦。得意の読みをしたが、全ての作戦がヒル魔に裏をかかれ42対0で惨敗。アニメでは42対14。アニメでは、賊学に対し闇討ちを仕掛ける、相手選手に怪我をさせるという卑劣な行為をする。このように劇中で卑怯な方法、小細工を要するチームとして描かれるが、プリースト戦後には勝利を讃え合う、泥門戦でのタッチダウン後にハイタッチを交わし合うなど、チーム内での友情などはある。マスコットは蠍のスティンガー。
金串佐助（かなぐし さすけ・2年）
声 - 矢部雅史
クォーターバック (QB) 兼ラインバッカー (LB)。背番号14。身長166cm、体重60kg。11月1日生まれ。血液型B型。40ヤード走5秒1。ベンチプレス50kg。
癖を読み取るのに長けた、蠍のしっぽのような大きなお下げの男で、ヒル魔からは「糞チョンマゲ」と呼ばれている。彼と似たタイプの選手であるが、泥門戦では読みを逆手に翻弄された。高見から「相手が悪すぎる」と言われ、ヒル魔からも「クセも消しきれない三流としか戦っていない」と指摘されている。
人の思考を読むことに長けるあまり他人を見下す問題のある性格で、父親にその性格のことで怒られた時も心を読んでビンタされ、さらにTVシリーズでは仲間にヒル魔を拉致するよう頼んだが、このトラップから脱したことで泥門に敗北後、その前で負け犬の遠吠えのごとくこのプランを大声でべらべらと喋り運悪くその発言をヒル魔がこっそり隠し持っていたボイスレコーダーに録音されたため、パシりにされる。その時、「それだけは勘弁してくれー！」と涙ながらに嘆くも、できなかった。口癖は「〜だっつの」。

### 夕陽ガッツ（夕陽高校）
あらゆるスポーツの部活で大会を制している名門だが、野球部やサッカー部などの有名な部活にばかり部員が回り、アメフト部のみ弱小で秋季大会前の評価もDクラス。しかし熱血漢が揃いで、試合後は泥門を応援する。秋季東京大会では二回戦で泥門にアメフト部員が自力で得点するも56対6（アニメでは56対7で助っ人軍団が先制点を入れた）で完敗。原作では、助っ人メンバーとアメフト部とは仲も悪くなく、ベンチでは熱意を承知してか遠慮していたが、アニメではアメフト部を「弱小」と馬鹿にし、選手交代も原作とは違い、仮病ではなく自分達から勝手にフィールドを去って行った。マスコットの名前は夕日のような姿のコンジョ。
熱海大介（あつみ だいすけ・3年）
声 - 白神允
ラインバッカー (LB) 兼クォーターバック (QB)。背番号9。身長173cm、体重78kg。8月11日生まれ。血液型A型。40ヤード走5秒5。ベンチプレス85kg。
主将。ヒル魔によると「選手としての実力は下の上」らしいが、アメフトに対する情熱は深い。神龍寺戦では観戦していた。
南風原忍（はいばら しのぶ・2年）
声 - 河野清人（河野匡泰）
ランニングバック（RB）。背番号14。身長168cm。体重67kg。
平均台での全力ダッシュリードブロックが得意。泥門戦で唯一得点を奪った。熱海とともに神龍寺戦に観戦。
亜津井（あつい）
声 - 石原凡
監督。
部員の想いは知りつつ自身の保身を考える現実主義者。助っ人部員のモチベーションは、彼の握る数学の単位に左右される（アニメでは助っ人一同の性格が悪くなっているのに対し彼の性格が部員想いの監督に変更されている）。
紺上勝子（こんじょう かつこ・2年）
声 - 中村恵子
マネージャー。身長163cm、体重51kg。
ただのマネージャーであるにもかかわらず、メンバー並の運動量を自主的に消化している熱血少女。今時珍しいブルマ姿は山岡や佐竹に感動を与えた。その根性を見込まれて賊徒大学応援団からオファーがあったという。
中川
野球部の部員であり、夕陽ガッツの助っ人。背番号41
盗塁が得意。原作では熱海と親しく、泥門と戦いたいと思っている正部員を出させるために腕を負傷したフリをしていた。コミックス14巻のイラストには、夕陽ガッツと共に登場している。

### 網乃サイボーグス（網乃大学付属高校）
科学の力を駆使し肉体を鍛え上げ、毎年違うスポーツ大会を荒らす集団。サッカー、バスケと優勝、秋季大会前の評価ではBクラス。泥門の秋季東京大会の一回戦で対戦相手する、優れた運動能力を持つものの精神力や技術の錬度で劣り38-8（アニメでは36-14）で敗退。選手の名前の由来は、成分や芸能人、お笑い芸人の名前からきている。マスコットはサイボーグIQ。
胸肩厚（むなかた あつし・3年）
声 - 浜田賢二
タイトエンド (TE) 兼ラインバッカー (LB)。背番号29。身長181cm、体重93kg。4月1日生まれ。血液型A型。40ヤード走5秒3。ベンチプレス115kg。
主将。サッカー、バスケを極めアメフトも蹂躙しようとする「スポーツサイボーグ」。優れた能力を持ち、他者を見下す言動が激しく、どぶろくの根性理論を否定するが、笑い顔のまま表情が変化しない。東京大会の表彰式でMVPに選ばれると思っていたらしく、案外図々しい。政治家志望。自信のあったアイシールド対策がデビルバットゴーストの前になす術がなかったことに錯乱・現実逃避したが、閉会式では復活している。
名前の由来は胸・肩、厚いから。ヒル魔は、糞（ファッキン）テカリ、アニメではクソテカリと呼ぶ。また、葉柱は彼を侮蔑して「素人ラインバッカー」と呼んでいた。WC編での賭けではクリフォードに1000$投資していた。ペルシャ猫を飼っている。
青柳卓（あおやなぎ すぐる・2年）
声 - 伊藤栄次
ガード (G) 兼ディフェンシブタックル (DT)。背番号64。身長178cm。体重88kg。8月28日生まれ。血液型A型。
一年半前まで華奢な体つきだったが網乃のスポーツ医学のおかげで驚異の肉体を手に入れた網乃信奉者。萌え絵のプリントされた眼鏡拭きを使用している。部内で唯一伯井に叱られて喜んでいた。
角口直角（かどぐち なおすみ・2年）
声 - 下崎紘史
コーナーバック (CB)。背番号48。身長172cm。体重68kg。11月11日生まれ。40ヤード走4秒8。血液型AB型。
体全体がカクカクしていることが特徴。ランニングフォームはモーションキャプチャーを使って作り上げられている。
伯井菜明日（はくい なあす・3年）
マネージャー。身長172cm。体重57kg。
全国模試では上位10人に入る才女で完璧主義者。駄目な男が許せない。部活ではナース服調の衣装を身に着けている。後輩をよく叱るため、青柳以外から恐れられている。

### 恋ヶ浜キューピッド（恋ヶ浜高校）
創部3年目で未勝利チームのひとつ。選手たちは試合前でもそれぞれの彼女といちゃつき、彼女持ちが入部条件らしい。春季東京大会では一回戦で6対3で泥門に敗れ、秋季東京大会二回戦で西部に第三クォーターで125対10で棄権する。秋季大会前の評価でも当然Dクラスだった。マスコットはキューピッドのエンジェルハート。
初條薫（はつじょう かおる・2年）
声 - 岩崎征実
クォーターバック (QB)キッカー (K)。背番号19。身長169cm、体重62kg。4月26日生まれ。血液型O型。40ヤード走5秒1。ベンチプレス40kg。
何でもこなす万能選手でキックもそこそこ。また、泥門対太陽戦では太陽がタッチダウンとボーナスキックで7点を入れた時にその詳細を彼女に説明する際、「俺がいつも入れてるだろ」と言っている他、秋大会のトーナメント一覧では名指しで「注目は何でもこなす初條くらいか」と彼個人はある程度評価されているなど、個人としてはそこそこの実力は備えている。アメフトをラグビーと勘違いし続けているお馬鹿で我侭な恋人がいる。彼は泥門の試合を大半見に来ている。
高校卒業後は恋ヶ浜大学に進学しアメフトを続けている。試合の時、補欠として出てきたセナの走りを見て、「ん、待て!そいつは...!」とびっくりした。

### 裏原宿ボーダーズ（裏原宿高校）
数ある悪態アメフトチームの1つ。各々の身体能力は高いが、アメフトへの態度や練習不足、飲酒喫煙などの理由で強豪とは言われず、チームは守備センスありのガイロの守備頼み。春季東京大会は三回戦をクラブイベントを優先し棄権。泥門とは練習試合で17-56で惨敗（OAV兼ノベライズ）。秋季大会前の評価はCクラス。秋季東京大会一回戦では弱小のブルーシャークス相手に24-12で勝利するも、二回戦で西部に大量点を許し16-107で惨敗。チーム名の由来はスケボー乗り。マスコットの名前はスケボー乗りのチェケラ。
道脇ガイロ（みちわき ガイロ）
クォーターバック (QB) 兼ラインバッカー (LB)。背番号29。
人間離れした巨大な顔と、サイズの合っていないキャップを頭に乗せているのが特徴。クラブで活躍する現役DJで、相手の動きを先読みするのを得意とする。彼に限らず、裏原宿の面々にとってアメフトはファッションのアクセサリーのひとつ以外の何物でもない。3年前、阿含に自分の彼女を取られ、逆恨みして仲間達と共に襲い掛かるが、蛭魔との連携でズタボロにされた。アニメ（106話）でもこのシーンがあったが、スタッフロールにキャストとして出てこなかった。また、王城の猪狩にも王城生の女子にナンパしたため、パンチをくらった。
名前の由来は街路から。蛭魔は彼を糞（ファッキン）DJと呼ぶ。
芦スパイク（あし スパイク）
ワイドレシーバー (WR) 兼コーナーバック (CB)。背番号41。
髪を虹色に染め、額に無頭釘の刺青をする裏原宿No.2。跳躍力が自慢。スケボー時にはニット帽を被る。まもりに平手打ちをされる。ノベライズのみに登場。名前の由来は足、スパイクから。
袋小路覇丸（ふくろこうじ はまる）
ディフェンシブライン (DL)。背番号58。
芦とつるんでいるモヒカン男。ノベライズに登場。名前の由来は袋小路ハマるから。
煙野ヤニー（けむりの ヤニー）
ランニングバック (RB) 兼コーナーバック (CB)。背番号45。
敵のDLを人込みを掻き分けるように進むのが得意。ノベライズのみに登場。名前の由来は煙のヤニから。

## 神奈川地区

### 太陽スフィンクス（県立太陽高校）
「ピラミッドライン」と呼ばれる強固な壁で有名な、神奈川県湘南にあるアメフトチーム。だが、春大会では神龍寺に、夏の練習試合では西部に一点も奪えず惨敗。関東大会でも初戦の白秋戦にてピラミッドラインが全員負傷退場（0-32）となって棄権の憂き目にあう（アニメでは峨王が出てくるまで優勢である描写が追加された。ちなみにスコアは21-28で途中棄権）。生徒は皆日焼けしているが、これはサーフィンなどのマリンスポーツに興じているからである。校内の全てがエジプト風。東京の三閣高校とは姉妹校でもある。選手の名前の由来は、エジプトの神やエジプトに関係あるものなどからきている。マスコットの名前はスフィンクスのスフィンくん。鎌車の参入で、彼がモノになれば神龍寺に勝てるのではと思っていたようだが、秋の神奈川大会決勝戦において、6－61で敗戦する（関東大会は準優勝の為参戦。実際の関東大会では神奈川二位は北海道代表とプレーオフで対戦、勝利しなければ出場できない）。アニメオリジナルストーリー、デスゲーム編では、7-7でまたもや引き分けになる。この時、太陽も泥門と同じように関東大会出場辞退を賭けていた。
原尾王成（はらお きみなり・3年）
声 - 竹内幸輔
クォーターバック (QB)。背番号8。身長173cm、体重59kg。8月22日生まれ。血液型AB型。40ヤード走5秒4。ベンチプレス50kg。
主将。一度もサックを受けたことがなかった温室育ちのクォーターバック。大企業（原油会社）の社長令息で、賊学の葉柱とは双方の父親が懇意であり、そこから泥門の情報を得ていた。ミラクル伊藤曰く「イロモノ系」だが、容姿端麗のため女性にはモテている。
太陽が誇る「ピラミッドライン」に頼りすぎていたため、泥門戦の際、前衛陣が押し負けた動揺を押さえきれず当たり散らすなど、精神面が脆弱なことを露呈し、番場にQBの基礎を疎かにしていることを指摘された。一流選手ばかり（原尾曰く「化け物だらけ」）の関東大会の中で自分が二流選手であるという自覚と苦悩があり、泥門戦以降は不断の努力を重ねるも、白秋戦では自軍の前衛が全員負傷退場したため試合の途中棄権を余儀なくされる。その時点において唯一峨王の攻撃を免れたQBであり、試合前に「必ずお前を守る」と激励し、自らは気絶するダメージを負いながらも約束を果たした番場のことを思い涙を流していた。
苗字の由来は古代エジプトの王を指す称号ファラオからであると推測される。一人称が王族風に「余」であることからヒル魔からは糞（ファッキン）余と呼ばれるが、発音しづらいためかアニメ版では「よぉー余！」に変更され、そのことを言われると「余の名前は余ではない！」と返す。ドーベルマンを2匹飼っている。
番場衛（ばんば まもる・3年）
声 - 楠大典
センター (C) 兼ディフェンシブタックル (DT)。背番号50。身長198cm、体重140kg。6月25日生まれ。血液型A型。40ヤード走5秒5。ベンチプレス140kg→145kg。
副主将。スクワットの高校記録保持者で、太陽の主力選手にして全国屈指の身長、体重を誇るトッププレイヤーの一人。その巨体からくる強靭な怪力もさることながら、一瞬で相手の出方を見極めるなど状況判断にも長ける。作中のラインマンでは珍しい頭脳派でチームの中で最も冷静沈着。スキンヘッドがトレードマークで厳格なイメージが強いが、サーフィンに興じ、世界大会編でアメリカに到着記念の写真でポーズを取り、さらりと老け顔を自認するなどノリがいい一面もある。
泥門との日本代表決定戦では栗田とマンツーマンし、最初は体重で圧倒していたが序々にパワーに押され、彼を認めて全力で試合に挑んだ。前半終了後、取り乱す原尾を叱咤しQBとしての欠点を指摘、落ち着かせるなど高い統率力を見せた。
関東大会予選会ではボクシングによる特訓で体中傷だらけの姿を見せ、セナたちを驚かせた。しかし関東大会では初戦の白秋の峨王の圧倒的な突撃の前に負傷、気絶の憂き目にあう。しかし最後までQBである原尾を護りきったことから峨王からは敬意を表されていた。
その後、ヒル魔に呼ばれ東京ドームに来たときには栗田に自分が行った特訓を伝授する。パワフル語が理解でき、小結の言葉を通訳した。
泥門の全国初制覇のための特訓の際には戸叶のマンツーマンコーチに。全国大会決勝終了後、峨王の推薦で全日本選抜代表に選出される。過去にはその実力から帝黒学園にスカウトされたこともあるが、スカウトマンに対し引き抜き行為を強く咎めたため、以来太陽でのスカウト行為は危険と判断されたという。ヒル魔には糞（ファッキン）丸ハゲと呼ばれている。高校卒業後は最京大学に進学しアメフトを続けている。ヒル魔が特注の車に乗っているのを見て驚愕。
笠松新信（かさまつ にいのぶ・3年）
声 - 竹本英史
タックル (T) 兼ディフェンシブエンド (DE)。背番号66。身長179cm、体重116kg。2月21日生まれ。血液型B型。40ヤード走5秒9。ベンチプレス100kg。
太陽の名物「ピラミッドライン」の一角を担う前衛のナンバー2。オカッパと寸胴な体型が特徴、語尾が「にー！！」で口汚く、笑い方が「しっしし」。十文字らを悉く挑発。相手を青天（ラインが押し負け、仰向けに倒れること）させることを至上の喜びにしている。極めて単純でヒル魔のしつこい挑発に頭から血を噴出させ激怒する性格。泥門戦で3兄弟の十文字と対戦し序盤はパワーで圧倒するも、袖を引っ張り投げ倒す不良殺法で出し抜かれてしまう。その後チームの足ばかり引っ張り、守備では奇襲や罠ブロックに利用された挙句には青天されてしまい、追い上げの要因になってしまう。
大会以降は、番場と二人組で観戦、割と仲は良好らしく栗田の猛特訓に付き合ったり決勝終了後の胴上げにも参加し、デブキャラクターらしくいつも飲食してる。
アニメでは悩む原尾を励ます描写や活躍の場面が追加。泥門のライン達のことを「チンカス」（アニメでは「ピヨピヨ」）と呼んでいた。ヒル魔には糞（ファッキン）ガッパ、黒木にはチンカスにーにーと呼ばれる。
鎌車ケン（かまぐるま ケン・1年）
声 - 斎藤恭央
コーナーバック (CB)。背番号98。身長184cm、体重93kg。12月8日生まれ。血液型O型。40ヤード走5秒3。ベンチプレス85kg。
「戦車バンプ」なるド突きを得意とする。技名は古代 チャリオットにちなんでいるため、同名でも近代のタンク戦車に例えられるのを嫌う。鎌戦車アタックと後ろからド突くが、これは反則（パスインターフェアランス）である。
ほうきのような髪型をしており、性格は陽気でバカキャラ。パワー系後衛の一人だが、前衛陣の体格と比べると手足が細長い。春季大会の頃は未出場で、番場や原尾らには彼が出来上がっていれば神龍寺に勝てたのではとまで思われていた。泥門戦では後半でモン太とマッチアップ、パワーで攻めるも最後はモン太に競り負ける。時に壁にも参加する。白秋戦では出番もなく、自軍が誇る先輩達のピラミッドラインが峨王力哉の突進によって崩壊していくのを眺めていくだけであった。
アニメでは悩む原尾を励ます描写や活躍の場面が追加。阿含の独断による日本代表の補欠候補メンバー。自宅で金魚を飼っていて趣味は音楽鑑賞、口癖は「ヒュウ～」。
白田黒澄（しろだ くろすみ・2年）
主務。太陽高校で最後まで日焼けを拒んだ男。高所恐怖症。

## 関東大会出場校

### 白秋ダイナソーズ（白秋高校）
SIC（埼玉、茨城、千葉の頭文字）地区の新鋭。SIC四天王を打ち破り地区大会を勝ち抜いた。天狗がエース時代の頃は西部に70-7で敗北した過去があり、春大会の頃はD評価だったが大型守備陣を強化中の噂が立っていた。秋大会時では全試合で相手チームのQBを再起不能なまでの重傷に追い込み、関東大会に出場、評価もS評価にまで上り詰めた。峨王の圧倒的な存在感と後述の戦法からパワープレイ一辺倒だと思われがちだが、円子や如月によるトリック戦法も備えている。しかし、やはり根幹には力こそ絶対という信念があり、ただただ力で中央を圧し通るシンプルな戦法「北南（ノースサウス）ゲーム」こそ白秋の真骨頂。関東大会では、太陽、西部相手においても圧倒的な力の差で勝利し、決勝戦に進出。泥門とクリスマスボウル出場の座を賭けて戦う。ヒル魔によると王城や神龍寺よりも強い。中・高・大の一貫校で、校庭からはよく恐竜の化石が発掘される。チーム名称の白秋（はくしゅう）は読み方を変えれば「はくあき=白亜紀」となる。原作でのSIC地区からの出場枠は優勝校の一枠だけだが、実際は準優勝校も東京四位校とのプレーオフを制すれば出場できる。泥門が制覇した翌年の秋大会で惜敗した。
円子令司（まるこ れいじ・1年）
声 - 杉田智和
クォーターバック（QB）。背番号4。身長177cm。体重68kg。5月1日生まれ。血液型AB。40ヤード走5秒2。ベンチプレス60kg。
元イタリアンマフィアを父に持つハーフ。女のような苗字を気にしているらしく、伊語に似た「マルコ」（marco:本人談、イタリア男っぽくてチョイ不良風味）と呼ばれるのを好む。関東大会抽選会では白秋代表で登場。白黒のリングピアス、茶髪に白のメッシュを入れたビジュアル系。瓶入りコーラを愛飲（24巻の王城祭クイズ番外編の情報によると、1.5リットルのコーラを一気飲み出来るらしく、また自分でコーラの調合も可能らしい）。
物腰こそ飄々として掴みどころのなく、弱気な姿こそ見せるが、マフィアを父に持っているだけあり、常に確実な勝利を求める狡猾でダーティーな一面を持ち、関東大会のトーナメント抽選の際には泥門に抽選札の交換を持ちかけ（アニメではカットされた）、デビルバッツの元へ決勝進出祝の花を大量に贈呈するなど、一見、好意の中に示威を潜ませた行為を見せる。また、秘密厳守主義で情報を洩らすのを嫌い、普段からアメフトと関係ないことばかりやっており、二番手であるはずの天狗をエースに祭り上げ、何かと誤魔化しては己の実力さえも韜晦している。また、マネージャーの氷室が棄権の忠言に動画を披露した際はPCを回収に出向いている。
キッドの素性を認知している、陸の走りを一回見ただけで源流走法を見抜くなど情報網や観察力も蛭魔と引けを取らない。
対西部戦では「ボールハンドリングの達人」と紹介されており、実際作中最高のボールハンドリングを披露しているが、隠してきた真の実力は泥門戦にて発揮された。プレイヤーを無視してボールのみに集中することてフェイントを完全に無効化し、持ち前の動体視力で敵がステップに意識を割きボールのガードが手薄になった一瞬を見極め、体の回転を利用して敵の腕の中からボールを力ずくで掻き出す必殺技「スクリューバイト」を使用し、デビルバットゴーストとデビルバットハリケーンを発動させたセナからボールを奪い取ってほぼフィールドの端から端までを一人で走り切りタッチダウンを決めている。他にQBの動きを徹底的にマークし行動を先読み・妨害するQBスパイも得意とする。身体能力ではヒル魔に若干劣るものの、戦況を即座に読み取る力、臨機応変に戦術を変える機転の早さ、相手の弱点を見抜く力、蛭魔にも引けを取らないトリックセンスなどを持ち合わせるトッププレイヤーである。また、峨王の後ろについてタッチダウンまで一人で走るという白秋の特異なプレイスタイルのため、QBでありながらランでの獲得ヤード数はセナを上回っている。作中ではまともにQBとしてプレイする描写がないため、パス能力は不明のままだった。全日本選抜代表結成に際し、ヒル魔の推薦でセーフティとして選出される。
そんな彼が天才の空気を匂わせないのは、自分が「努力の人間」だと熟知しているからで、自分を「関東の蛙」と卑下するなど、己の立場を弁えている一面もある。「打てる手は全て打つ」ヒル魔のそれとは若干異なる「これで〜〜と思ってくれたら儲けもの」というような小物臭い思考も要因の一つ。
かつては年上の女性である氷室とは親密な関係にあったらしく、彼女に勝利の朝日を見せるべくクリスマスボウルへの出場を目指していたものの、強豪の神龍寺に対し一方的な勝利を見せた帝黒の恐るべき強さを目の当たりにしたことで、勝つためには峨王の力で全員潰すしかないと考え、今の白秋の戦法を作った。それ以降、仲の良かった氷室との関係も次第に冷ややかなものとなっていた。
ヒル魔は糞睫毛（ファッキンまつげ）と呼び、勝つこと以外に興味が無いという接点から気が合い、試合前から対話をしている一方で、自分同様に目的達成の為ならば手段を選ばない彼を危険視している。座右の銘は「弱肉強食」。「〜っちゅう話だよ」が口癖で、全日本選抜以降はハァハァ三兄弟に代わるツッコミ役として定着している。
峨王力哉（がおう りきや・1年）
声 - 小山剛志
ディフェンシブタックル（以下DT）。背番号70。身長200cm。体重131kg。4月4日生まれ。血液型B型。ベンチプレス210kg。40ヤード走5秒4。
子供の頃から人並み外れた巨体で、額には小学生時代自動車を破壊した際に吹っ飛んだ部品で付けた傷を持つ。円子や如月のように飛び抜けた技術こそ持たないが、腕が当たりさえすれば相手を行動不能に陥らせる（セナを除く）小細工の無い最強の怪力でラインを蹴散らし、フェイントすら意に介さない全速の突進が真骨頂であり、相手チームのQBを全員、負傷退場させている（本人の発言から、女性選手でも意に介さない）。しかし単なる壊し屋ではなく、フィールドではルールを厳格に守るプレイヤーで、相手の負傷もあくまでもルールに則りプレーした上での結果である。現に、パスを投げ終えた相手に対しては寸前でタックルを止めている（パスを投げ終えた直後の選手にタックルすると、反則になる）。その圧倒的な力は如月に「美しい」と評され、西部戦では「強大なる破壊神」と紹介される。アメフト経験は高校に入ってからだが、泥門戦で栗田との一騎討ちやマルコからの信頼を経て栗田と共に並ぶほどの「日本最強のラインマン」に成長した。そして関東大会最優秀ラインマン賞に選ばれた。ヒル魔の要請により関東勢による泥門の全国初制覇のため、栗田のマンツーマンコーチとなる。
気を失うまでQBを守った番場を始め、自分が認めた相手には敬意を表すが、逆にそれを侮辱する相手には激怒し、たとえチームメイトであろうとも容赦なく制裁を加える誇り高く剛直な性格。当然パワフル語が理解でき、小結の言葉も理解可能。反面、冷静でクレバーさを兼ね備えた怪物であり、キッドによると「力を制御できないのではなく、制御しようとしていないだけ」、またヒル魔やMr.ドンも認めている。マルコとは対照的に勝利より強い相手との戦いに喜びを見出すタイプで、泥門の栗田を「純粋な重戦士」と称し、戦うことを心待ちにしていた。WC編ではチームメイトや試合外でも勝負を嗾ける場面が目立つ。また、それらは本編上でのシリアスな展開以外にも、目から「ビカー」という効果音とともに眼光を放つ、中坊を強制的に連れ出すなどコミカルな表現で描かれることも多かった。
初期では選手を評価する際に比喩として精液の量や濃度といった言い方で表現することもあったが、さすがに描写としてまずかったのか後に精気に変わっている。その中には自身が破った番場も含まれている。普通のマウスピースを簡単に噛み砕いてしまうので、チタン合金入りの特注品を使用している。究極の肉食主義者で肉以外は捨てる。
WC編では、進やセナとモン太の推薦で全日本選抜代表に選出され、阿含と（進が間に入らなければ）暴動寸前の意見が対立しつつ、代表チームのラインマンに自らが認める選手をラインマンに選出した。試合でも決勝まで無類の強さを発揮するも、アメリカ戦（世界最終決戦）直前に世界最強ラインマンであるMr.ドンに直接対決に申し込む。阿含を交えたイザコザだったが、リタイア寸前の負傷を負うも「決勝で必ず奴を倒す」と誓った。守備のみの出場予定だったが、アメリカ戦で栗田の負傷による一時退場で栗田の懇願を聞き入れ、両面で出場することになった。
ヒル魔は糞（ファッキン）デカブツ、または糞原始人と呼ぶ。「遠近狂ったデカブツ」とも形容した。弟と妹が1人ずついる。弟の容姿は彼そっくりだが、妹は彼に全く似ずかわいらしい容姿。
高校卒業後は武蔵工務店で結成した武蔵工 バベルズのメンバーとしてアメフトを続けている。
峨王誕生の由来は稲垣がNFLの試合を取材に行った時に、間近で選手を見ていたなか、中でもラインの選手たちが特別圧倒的で「あ、この男と戦ったら死ぬな」という、恐竜を目の前にしたような気持ちに襲われ、そこから峨王が生まれた。
如月ヒロミ（きさらぎ ヒロミ・1年）
ディフェンシブバック（DB）。背番号96番。身長178cm。体重61kg。7月4日生まれ。血液型A型。ベンチプレス30kg。40ヤード走5秒3。
セミロングの髪を持つ、キラキラ輝く細身の選手。姉が3人いる。ヒル魔の情報では走力も跳躍力も平均レベルらしいが、腕を360度回転させられる関節の柔軟さとしなるような細腕を生かし、パスを受けた相手のボールを払い落とす（リーチ&プル）「プテラクロー」を得意技である、一方でアメフト暦1年らしく読みが浅はかで反応が鈍い、おまけにモン太とキャッチ力で勝負し、円子の指示も聞かず行動するなど自信過剰である。リコによると「白秋の左腕」と呼ばれる。昔から虚弱体質となよなよした性格が原因でいじめに遭っていたが、五十音順で同じロッカーとなった峨王と出会い、結果的に助けてもらったことで「力」の美しさを目の当たりにし、彼から大きな影響を受けることとなる。そのため、自分よりも峨王の都合や名誉を優先、彼に近付こうとサウナで死にかけるまで同席するほど敬愛している。それは美的感覚にも現れており、栗田や大田原など力の強い存在ほど美しく見える上に好みの女性も力の強い女の子。反面、セナや桜庭は彼の目からは適当。他、ひ弱な自分に油断しなかったモン太を素敵だと評価している。
泥門戦では、序盤はプテラクローでモン太のキャッチを封じるも、試合中、ヒル魔を潰すためにブリッツを仕掛けるが、修羅場での対応力を目の当たりにし自ら相打ちになる道を選び栗田に潰されたが、後半戦から復帰。
世界大会編で、阿含の独断により、全日本選抜代表入りしているが、本人はベンチ要員だと思っていた。
天狗花隆（てんぐ はなたか・3年）
ラインバッカー（LB）。背番号49番。身長167cm。体重70kg。11月11日生まれ。血液型O型。白秋の元エースだが実力は上の下で鼻が長い選手。いいことがあると調子に乗り天狗になるが、意味不明な理屈で泣き叫び、歓喜にひたると騒がしい。そのため、如月には「美しくない」と言われている。泥門戦の前に、番場や栗田を侮辱したことが、彼等に一目置く峨王の逆鱗に触れ暴行を受け負傷、欠場。しかしベンチから懲りずに野次を飛ばす。名前の由来は天狗、鼻高から。「白秋中学」の出身。兄が2人いる。
三ツ井三郎（みつい さぶろう）
キッカー（K）。背番号3番。
色黒の選手。長距離のキックを放てるが、キッカー1位と2位にはなれないと割り切り、口癖は「人生3位狙い」。白秋はTFPでキックではなくタッチダウンを狙うため、主な活躍は見られなかったが、後半戦にマルコが堅気のアメフトに切り替える際本領を発揮。フィールドゴールを決め、正確にヒル魔の目の前に落ちるパントを放った。
名前の由来もそのまま3位。背番号も同様。
氷室丸子（ひむろ まるこ・3年）
マネージャー。
性格はクールビューティで豪胆かつ冷静な性格。それゆえ、天狗や三ツ井には「女帝」と形容されているが、過去の白秋メンバーの集合写真で柔らかな笑みを見せている。マルコは彼女を「マリア」と呼んでいるが、本人は嫌がっている。白秋のあまりにも凄惨な試合から、西部戦の前にセナと陸を呼び出し、白秋との試合を棄権するように頼む。昔はマルコと親しい関係にあったが、帝黒の強さを目の当たりにして以来「絶対的な力」に拘る勝ち方をするようになった彼を見て、次第に関係が疎遠になっていた。しかし、マネージャーを続けていたのはそのやり方とアメフトへの想いを完全に否定していたわけではなく、泥門との試合に敗れたマルコを慰め、本心を吐露した。

### 岬ウルブス（北海道）
北海道地区代表第一位の強豪チーム。北海道地区では敵なしの強さで勝ち進み、秋季大会の評価はBクラス。走を使った攻撃はそこまで評価されていなく、作戦と守備の方が好印象。キックゲームはかなり秀逸。関東大会初戦で西部と激突するも、その圧倒的な攻撃の前に敗戦を喫する。マスコットは青色の狼で名前は今のところ不明（実際の関東大会では北海道地区一位校は神奈川県準優勝校とのプレーオフを制しなければ出場できない）。
狼谷大牙（かみや たいが）
声 - 市瀬秀和
ランニングバック（RB）。背番号26。身長167cm。体重58kg。2月14日生まれ。血液型B。40ヤード走4秒6。ベンチプレス50kg。
岬ウルブスのキャプテン。40ヤード走の記録は4秒6だが獲物（ボール）を捕らえた時のスピードはさらに速い。目の下あたりに真一文字の傷があり、爪が長く、チーム名どおり狼を思わせる風貌。長い脚が特徴で試合のたびにその日のコンディションにあった特注の新品シューズを使うなどこだわりを持つ。かなりの自信家であることを匂わせ「挫折とか知らないんだよね」と屈託なく笑う。関東大会初戦では「瞬殺してやる」と豪語して西部に挑んだが、わずか数ページで大局が決する（事実上一コマ）など、逆に瞬殺された。アニメでは、狙いを定めて加速しランやパスを仕掛けて攻撃をしてくる「ウルフファング」を必殺技とし、開幕早々のキックオフリターンタッチダウンを決め、RBながらもキャッチもこなし（モン太曰く「キャッチもパクられた」と）、冷静さを欠いた陸を圧倒するなどの強豪チームキャプテンとして相応しい実力が追加されており、ヒル魔やキッドにも「大口は伊達じゃない」「厄介なのが出てきた」と実力を評価されている。しかし陸が冷静さを取り戻した後は、逆に自分が圧倒されてしまうなど、トップレベルの選手達には一歩及ばない様子。他にも倒した相手の所持品を集めるのが趣味という設定も加えられている（セナの場合アイシールドを狙っており、他にもモン太の決めポーズを真似していた）。本人によるとチーム名はもはや「岬ウルブス」ではなく「狼谷ウルブス」。また、阿含の判断で日本代表の追加メンバーに選ばれている。
髪の色は水色っぽい色をしており三白眼。好きなタイプは優しくて従順なコ。現在、彼女はいるようでその彼女を含めて今まで8人の娘とつきあったことがある。番外MVPの最少トレーニング時間部門では阿含に次ぐ順位だった。

### 茶土ストロングゴーレム（静岡）
静岡地区一位で関東大会に出場したチーム。「全てを粉砕する」とまで言われる突進力、｢パワーランニング｣が武器。反面パスは最低レベル。関東大会初戦では王城と106-0(アニメでは42-0)と惨敗。ユニフォームは煉瓦模様をあしらったもので、マスコットキャラクター（名称不明）もゴーレム風のもの。
岩重ガンジョー（いわしげ ガンジョー・2年）
声 - 岩橋直哉
背番号36。身長170cm。体重85kg。1月10日生まれ。血液型O。40ヤード走5秒3。ベンチプレス120kg。
茶土の主力選手でキャプテン。岩のような身体が自慢。髪型はモヒカン。3度のメシがプロテイン。突進力は静岡大会では当たり負け無しと本人が豪語するだけありなかなかのものだったが、進や大田原には通用せず完敗。一人称が「ボク」であり、当初単純なところが見られたが、絶対的自信を持っていたタックルが進のトライデントタックルに敗れたときの、子供のような悔しがりようには王城の選手を困惑させ、観戦していた泥門の面々をあきれさせた。リコのインタビューから巨乳好きとも言われ、それは師匠からタックルに際してのアドバイスでも活用され、本人のタックルも見事にそれを使っていた（アニメでは「おっぱいクラッシュ」という名前が付いている）。
阿含の独断によって日本代表メンバーに入り、ロシア戦ではタッチダウンを決めている。
セナ役入野自由の気に入っているキャラであるが、バカキャラであることを、作者は謝っていた。

## 西日本
帝黒学園が第1回から去年まで全ての大会を全国制覇しているため、関東よりも関西の方が圧倒的にレベルが高く西高東低と言われる所以となっている。しかし、関西の2位のチームでも1点も取れなかったがクリスマスボウルで昨年は神龍寺、今年は泥門に得点を許しており、関東1位より関西2位が強いかは不明。

### 帝黒アレキサンダーズ（帝黒学園・大阪府）
クリスマスボウル（全国高等学校アメリカンフットボール選手権決勝大会）を第一回から去年まで制覇し、「全ての始まりにして全ての頂点」と呼ばれる日本最強の高校。マスコットキャラクターは、剣士風のアレキサンダー。神話の英雄から名前や綽名の由来が来ている人物が多い。その強さの実態は関西の中学時代からのエースクラスの選手や全国の高校の主力選手をスカウトし引き抜いて作られたオールスターチームである。関東にも多くのスカウトが来ており、部員数は200人以上（平良によると256名）という大多数で、部内には6軍まである。しかし、そのあまりの節操のなさは赤羽や番場などに軽蔑される。チーム内では監督、コーチは不在であり、それぞれが1軍の座を巡り常に競い合い、女性でも実力あれば選手として入部及びレギュラーにまでなれる究極の実力主義派。そのため、2軍以下は応援、部費、部室、施設の使用あらゆる面で差があり、クリスマスボウルでは、彼らがマスコットの雪像を作らされる。しかし、今年のクリスマスボウルは泥門に敗れ、第一回大会からの連覇を阻止された。
大和猛（やまと たける・1年）
ランニングバック（RB）兼フリーセイフティ（S）。
背番号21→22→21→20。ノートルダム大附属中留学時とクリスマスボウルでは21。身長190cm。体重79kg。血液型A型。10月10日生まれ。40ヤード走4秒3。ベンチプレス120kg。
「本物のアイシールド21」。アメリカ・ノートルダム大附属中でエースランナーを務めていた伝説の日本人その人である。パワー・スピード・ボディバランス・メンタルなどあらゆる面で高い能力を誇るスーパープレーヤーであり「帝王」とまで呼ばれる「日本最強のプレーヤー」。とりわけ特筆すべきなのはその体幹の強さからくる圧倒的なボディバランスであり、それを生かしたアメフトの原点たる倒れない直線ラン「帝王の突進（シーザーズチャージ）」が彼の代名詞にして切り札。準日本最速の機動力、ラインマンすら超える怪力、泥門の後衛メンバー6人がかり(推定重量300kgオーバー)でやっと停止するほどの強靭な下半身の合わせ技は、作中でも進以外には誰にも止められていない。ディフェンス面においても両手を広げた範囲内の敵は強引に中央へ抱き寄せ押し潰せるため、完全に相手の横の動きを封じることができる(大和の4秒3の足を振り切り腕の範囲外を大回りすることでしか回避不可能)。またその長身を活かし、タックルの際に捨て身で前へ倒れこむことで瞬間的に上半身だけ人間の限界値40ヤード4秒2を超えるという強引な手も使える。
「日本人としては」恵まれた体格を持つものの、言ってしまえばそれだけの人間であり、彼を最強たらしめている体幹などの能力は全て鍛錬によって培われた努力の人間。物心ついた頃から「世界基準としては中途半端な器用貧乏」と自分を分析しており、自分を高める為に敢えて自らその時代最強ランナーの称号であるアイシールド21を名乗ったり、自分の技に「帝王の」という大仰な名前をつけたりと様々な方法で自分を追い込んでいる。
アメリカのノートルダム大附属中へ留学経験があり、その時の試合で同じく留学中だった筧とも対戦しており再戦することを約束していたもののドンの策略により理不尽にノートルダムから追い出され、アメフトの聖地であるアメリカと戦い勝利するために日本へ帰国し帝黒へ編入した。1年生ながら一日で6軍から1軍にまで上り詰め、帝黒の2軍選手10人でも練習相手にならないほどの圧倒的な実力を発揮している、平良によると鷹と並び1軍選手の中で歴代最強と評されていたが、それでなお本来のスタイルを引き出してくれる選手を待ち望んでいた。
自信に満ち溢れる実力主義者で無類の勝負好き。相手の実力にかかわらず無益な勝負もすぐ始め、セナがアイシールド21と名乗ることに関しても特に憤りは感じておらず、むしろ彼を「東のアイシールド21」と呼び、対戦する日が来るのを待ち望んでいた。普段は最強ランナーの称号を封印し22番を付けていたが、決勝では21番を付けている（しかし花梨のブログによると4月20日のイラストで大和の背番号が「21」になっている）。その試合で負けたことを理由に20番に変更する。一方、性格から自分よりも格上の花梨を顎でこき使う棘田に対して冷ややかな目で見つめ、ノートルダム在学中にチームメイトから日本人であるにもかかわらずアメリカ人を負かした逆恨みで手酷い暴力を振るわれても、決して暴力による報復はせず、あくまでもフィールド内のアメフト勝負で決着をつけることに拘っていた。また、決して相手を見くびるような真似はしないが、公平というより相手に優位を与えることが多く、コータロー同様自分を追い込む姿が散見される。
時折「絶対予告」と称して「予告しよう、〜〜」と相手を挑発するような宣言を行い、実力で現実にすることがある。本人に自覚はないようだが、花梨の意思を無視(曲解)して話を進めたりするあたり、強者ゆえの傲慢さも持っている模様。
決め台詞である「決まっている、勝つのは俺だ」には彼の性格がよく表れている。
アメリカ帰りで日本の年功序列の意識は薄いが、先輩に対しては名前の後に「氏」をつけて呼ぶ。
セナ・モン太・鷹とともにクリスマスボウル最優秀選手賞に輝き、全日本選抜代表に選出され、関西地方のトライアウトではでユースワールドカップ出場に適した有望選手を探した。
兄弟姉妹は弟が1人。幼少時の経験から、趣味と特技はキャンプ。幼少期はボーイスカウトに属しており、その頃にリーダーシップを培った。好きな異性のタイプはしっかりした気の強い女性。鹿児島県出身。名前の由来は日本神話のヤマトタケル。
高校卒業後は最京大学に進学してアメフトを続けている。
本庄鷹（ほんじょう たか・1年）
1軍のワイドレシーバー（WR）兼コーナーバック(CB)。背番号10。身長178cm。体重67kg。血液型A型。6月26日生まれ。40ヤード走4秒5。ベンチプレスの75kg。
本庄勝の一人息子。走り幅跳び8m25cmの日本記録保持者。ロングヘアが特徴の細身の男。表情の機微に乏しく物静かかつ冷静だが、律儀な性格。元々は野球選手だったが実力で対等に渡り合える相手がいなくなったとしてアメフトに転向。大和同様、アレキサンダーズ編入後、1年の初日で6軍から1軍にまで上り詰めた実績があり、歴代の帝黒の中でもトップクラスの選手。類稀なる才能を持つ彼だが、その実力は父親のマンツーマンでのコーチによる努力の部分が大きい。そのため、阿含とは異なり練習を欠かさない（本人曰く練習というより習慣）。日本最高のジャンプ力と空を歩いていると錯覚させるほどの優雅な飛び方と滞空時間から。「空を歩く男」の異名をとる。モン太と同様ボールを見ることなくキャッチすることが出来、競り負けることを含めて捕り損ねを絶対に許さず、モン太のキャッチも執念で取り返し、終盤まで戦意を失わない精神力を見せる日本最強のレシーバー。また、機動力もアキレスと並び大和に次ぐレベルである。
野球をやっていた頃は、本庄2世（才能）は違うと決めてかかる連中に、憤りや虚しさを感じ、自分や大和に勝てる選手は絶対にいないと余裕な考えをしていたが阿含の存在を知り、阿含のことだけは自分や大和と同じように天賦の超人と表現していた。そのため、父が高く評価したレシーバーのモン太のことも最初は眼中になかったが、試合中の粘り強さに意識し始め、競り負けた際には初めて意識し、試合後は好敵手として認めた。
後にモン太の持ち掛けでアドレスを交換し、その際に初めて笑顔を見せた。また、セナ・モン太・大和とともにクリスマスボウル最優秀選手賞に輝き、全日本選抜代表に選出された。
兄弟姉妹は姉が1人。趣味や特技は1人で読書で、ミーティング中でさえも読書に耽っている（読んでいたのは「ライ麦畑でつかまえて」）が、平良のいたずらでとんでもない本も読んでいる。好きな異性のタイプはおしゃべりでない女。
高校卒業後は最京大学に進学してアメフトを続けている。
小泉花梨（こいずみ かりん・1年）
1軍のクォーターバック（QB）。背番号6。身長157cm。体重44kg。血液型O型。7月7日生まれ。40ヤード走4秒9。ベンチプレス35kg。
三つ編みのおさげが特徴の美少女で、外見からは到底想像出来ないが、レギュラーを務めている。関西弁で会話し、温和でかなり気が弱い性格。ガハハ系すぎる兄や家族達に囲まれ、家庭での発言権は常にゼロで、家でも常にビクビクしながら過ごしていたらしい。元々はピアノや絵を描くことが趣味の文化系少女だったが、半ば強引に大和と鷹にスカウトされアメフトを始めるようになり、境遇や性格はセナと似ているが、今のアメフト生活を「しくしく期」と形容し（単行本より）嫌々でしか感じ取っておらず、辞めなかったのも辞めたいと言える勇気がなかったためであり、アメフトでのモチベーションが低い点でセナと異なる（しかし、責任感は強く、試合で手を抜いたりはしていない）。また、容姿が良いためか、よくチアガール部に間違えて連れて行かれることがある。強制入部と言える形で部活が決まったため、ブログを開いて趣味のイラストを嗜もうとするが、開設7分で平良に見つかってしまった。
鷹も認める「才能」を持ち、器用な手先を利用した精密かつ美しい回転の「花片の（フローラル）シュート」と、相手に倒されない回避に特化した動きに秀でており、作戦司令型のQBが多い本作では珍しく、ひたすらパスに徹するポケットパッサーである。格下のメンバー達からも敬語で慕われているが、当人はそうされるたびに畏縮してしまう。ヒル魔の本気を出させるための嘘により、泥門チームの一部には「小泉花梨郎」という男子だと思われている。先述の経歴から運動部員の歴は浅いと見られるが、40ヤード走4秒9という記録は日本人QBの中では一番速い。日本の高校アメフト大会で女子選手がWRとして出場したことがあり、その人物と体格の数値が同じ。
ベンチプレスも平均的な女子高校生の記録が10kg前後であることを考えると35kgは尋常ではない数値であり、もしかすると彼女も阿含と同様「神に愛された人間」なのかもしれない。
兄弟姉妹は兄が1人。趣味と特技はイラスト、ピアノ。イラストは小学生の時に友達から借りた少女漫画にハマったのがきっかけで、彼女の描くキャラは全て少女漫画風にアレンジされる。好きな異性のタイプはちゃんと話を聞いてくれる人。京都府出身。
高校卒業後は漫画家を目指している（大学に進学したかは不明）。アメフトは続けていないが、担当編集からはアメフト経験を活かして、アイシールド21を主役にしたアメフト漫画を描くように言われ、友人にもこのことを話している。
平良呉二（へら くれじ・3年）
1軍のラインマンで主将。背番号78。身長177cm。体重100kg。血液型O型。5月14日生まれ。大阪府出身。40ヤード走4秒8。ベンチプレス105kg。
「ヘラクレス」の異名を持ち、コテコテの関西弁が特徴の大柄の男。ノリツッコミが激しく、ギャグキャラクターを担うことも多々あるが、統制を乱す行為に関しては厳しい。自己主張の強い帝黒メンバーの中では、他人を纏める司令塔の役目を果たす。1軍の選手には非常に甘いが、試合ではプレーに活を入れるべく「失敗したら全員2軍落ち」と発破を掛けることもあり、帝黒の超実力主義を象徴する人物である。また、試合直前でのヒル魔の同情を誘うような演技も「そんなもん試合には関係あらへん」と笑顔で切り捨てる冷徹さを持つが、試合を42点（死に）で終わらせると宣言するなど、相手チームを見くびりすぎる節もある。ヒル魔から馬鹿度20%と評され、ふざけていることが多いが、技術や物事を冷静に分析して解説しており、実際はクレバーな人物である。中等部からアメフトに打ち込み、3年になってやっと1軍に上り詰めた（1年の頃アメフト部の打ち上げで飲酒事件が発覚した際、「飲んでいたのは自分だけだ」と他の選手を庇ったのも、彼が昇降格を繰り返す原因となっている）、アレキサンダーズ内でもひたすら努力を重ね続けた選手である。アメリカンフットボールの創設者であるウォルター・キャンプを心底から尊敬し、自分が1軍メンバーとして戦うことを誇りに思っている。性格は悪戯好きでふざけているがチームメイトからの人望は厚く、満場一致でキャプテンに選出された。
連携を重んじる戦い方を重要視しており、泥門との試合前も栗田や峨王への連携を使った対策を自ら考えていた。接近戦では栗田を止められなかったが、アキレスとの連携で攻撃を回避する活躍を見せ、トライアウトでも大和・鷹コンビを出し抜き、全日本選抜代表に選出された。
兄弟姉妹は妹が1人。趣味と特技はお笑い、カラオケ。好きな異性のタイプはおおらかな女。子供の頃はデブタレ（太ったお笑い芸人）を目指していた。
安芸礼介（あき れいすけ・2年）
1軍のラインマン。背番号76。身長173cm。体重78kg。血液型B型。8月28日生まれ。40ヤード走4秒5。ベンチプレス85kg。
愛称「アキレス」。下唇のリングピアスとスキンヘッドが特徴。編入試験に現れた阿含に頭部を鷲掴みにされて以降は、頭部に指の跡が残り続けている。中学時はアメフト部でぶっちぎりのエースとなり、脚力の強さが帝黒スカウトの目に止まる。「チアリーダー美女軍団と付き合える」という根拠の無い勧誘に騙され帝黒に入学し、彼女が出来ないことに喚きながらも僅か1カ月で一軍へ昇格、プレーも決して気を抜いていない。1軍内ではヘラクレスに並ぶムードメーカー。父親は短気でスケベで情には厚く、よく女に騙されて貧乏だったとのこと。そして、彼もその血を色濃く引き、ヒル魔にバカ度60%（平良が20%で瀧は100%）と分析され、悉くヒル魔の嘘に騙された。
去年のクリスマスボウルに出場しており、阿含の行動ぶりを目撃している。クリスマスボウル時は、帝黒で阿含に掴まれた跡が頭に残っていた。また、全日本選抜最終試験（トライアウト）で、ヘラクレスと共に大和と鷹を出し抜き、全日本選抜代表に選出される。
兄弟姉妹は兄が1人。趣味・特技は音楽鑑賞。好きな異性のタイプは花梨で彼なりにアプローチをかけているが、本人に気付かれていない。高知県出身。
渡嘉敷織男（とかしき オリオ・3年）
1軍のラインマン。背番号79。
元沖縄高ボクサーズの主将。通称オリオン。拳を使って相手を弾く「パンチングブロック」を使う。
佐野ミコト（さの ミコト・3年）
1軍ワイドレシーバー（WR）。背番号89。
元シャチホコゴールデンズのレシーバー。通称スサノオノミコトだが、名前より長くなるため使われない。低い体勢からボールを捕る「超低空シャチホコキャッチ」を使う。
天間童次郎（てんま どうじろう・3年）
1軍のランニングバック（RB）。背番号33。身長167cm。体重55kg。40ヤード走4秒6。ベンチプレス60kg。
元神龍寺のエースランナーで（しかし入学して3日で転校したのでこの表現は無理がある）、神龍寺の山伏と同期で推薦入学。女子生徒に人気があり、自身も女好きだが、神龍寺が男子校だったため、帝黒へ編入。ライン際を緩急つけたランで駆け抜ける、通称「サイドライン際の魔術師」。自らを「〜先生」と呼称する。また、名前をもじって酒呑童子とも。
布袋福助（ほてい ふくすけ・3年）
1軍キッカー（K）。背番号19。身長165cm。体重77kg。
不気味な笑みを浮かべている容姿からかプレッシャーを感じる様子がない。丸くふくよかなルックスながらTFP成功率99%、最高飛距離49ヤードを誇る。言動はかなり嫌味で、キックの際、ムサシを意識した言動も見られた。
棘田キリオ（いばらだ キリオ・3年）
4軍クォーターバック（QB）。背番号9。
元は盤戸のQBでコータローによると「超攻撃型の動くQB」で「東京ぶっちぎりのエースQB」だった。必殺技は横走り投げの「ローズ・ウィップ（薔薇の鞭）」。
帝黒のスカウトをあっさり受けて編入したが、登場時には4軍。にもかかわらず、自らの立場をハナにかけ、レギュラーである後輩の花梨を嫌がらせのように顎で使い、自分が東京でエースだったことにも未練を持ち続け、大和からあきれられている。帝黒学園に視察に現れたセナと模擬戦を行うも、早々に敗れる。しかしながら、花梨入部のエピソードで、彼が一軍メンバーの大和や鷹と一緒に練習をしている描写があり、花梨にお株を奪われてからすっかりくされて、4軍に燻ってしまった感がある。
コータロー曰く、自身と赤羽の三人ならクリスマスボウルに行けたと断言させるほどの実力者だったが……既に経験の浅いセナにも負けるほどにまで落ちぶれている。当然ながらチームを裏切ったことでコータローからは恨まれているが、関東大会後に会った際に食ってかかったコータローに赤羽が『よしてやれ』と止めており、赤羽には既に落ちぶれていたのを見抜かれ、眼中からは消えていた。

## アメリカ

### NASAエイリアンズ（NASA高校）
アメリカテキサス州・ヒューストン郊外にある、全米屈指のアメフト強豪校。「月刊アメフト」の企画で来日する。試合後、このままではアメリカに帰れないということで「NASAシャトルズ」に改名。選手の大半が「パワフル語」を使用することが出来る。アニメオリジナルストーリーで、モーガンのチーム、ノーザンライト・ブリザーズに14-31で惨敗し、解散することになるも泥門メンバーが説得、勝利することで復活する。アニメオリジナルストーリーのデスゲーム編でも登場し、このために来日してくれた。77-84で泥門がギリギリ位置のタッチダウンで勝利した。チームメイトはとても仲が良く、パンサーのヘアバンドを一緒に探し、試合に出させるために全員で土下座して頼みこんでいる。
パトリック・スペンサー（Patrick Spencer）
声 - 鯨井康介
ランニングバック（RB）兼セイフティ（S）。背番号20。身長179cm、体重71kg。2月20日生まれ。血液型O型。40ヤード走4秒5→4秒1 光速破り。ベンチプレス70kg。
通称「パンサー」。「無重力の脚を持つ男」と称される黒人選手。家が貧しく、ボロアパートに祖母と二人で暮らしており、プロのアメフトプレイヤーになることを夢見ている。祖母の作ったまずいオートミールを平気で食べる。性格は温厚で気弱な部分もあるものの、大切なことへは強い意志を見せ、セナとの対決を求めた際にはワットから教わった（間違った）土下座をして真剣な思いを示した（実際は出初め式のはしご登り。後にセナに正しい土下座を教えてもらった）。チームメイト達とは、仲がいい。
黒人のしなやかなバネを活かし、成人男性の膝ほどの高さまで上体を傾けた極端な前傾姿勢でのランを得意とする。ステップで(テクニックで)敵を抜き去る日本のランニングバックと違い、登場初期はただ野性的に最短ルートを突っ走るだけだったが、富士山の樹海で進清十郎にランを止められてからは斬れ味鋭いカッティングを習得し、またその平面的な(二次元的な)ランだけでなく、トップスピードで走りながら突然伸び上がってセナの頭上を越える大跳躍を決めるなどの三次元的な動きも可能になった模様。
作中で敵を抜き去る際には、まるで彼が敵の胴体を貫通して直進したかのような真っすぐな残光が描写される。
ノートルダム中留学時代の大和に、正式な試合ではないが脚力で圧勝しており、この件で大和を「『アイシールド21』の面汚し」と見做したMr.ドンが大和をノートルダム中から抹殺している。
憧れの選手のアポロが監督を務めていることからエイリアンズに所属したものの、当のアポロから差別的な仕打ちを受け続けてきた。それでも耐え続けた彼は、やがて自分への憧れを知ったアポロにより晴れてポジションを与えられ、モーガンをも超える選手になることを確信したマンツーマンコーチによってアメフト技術の全てを叩き込まれる。
その成長ぶりはWC編でアメフトユースワールドカップ開催会見でアメリカ代表の2トップと評される程で、油断していたとは言え元NFLトッププレイヤーのモーガンから一瞬でボールを掠め取って見せた。
鈴音は「パンちゃん」と呼ぶ。
WC終了後は大会MVPに選ばれ、約束通りにNFLのあるチームからお呼びに掛かり晴れて念願のプロアメフト選手になった。その際、祖母のために家をプレゼントした。セナとはメル友で、「いつでも勝負しに来てね！」と言っているらしい。
ホーマー・フィッツジェラルド（Hormer Fitzgeyrald）
声 - 落合弘治
クォーターバック（QB）。背番号5。身長182cm。体重88kg。11月3日生まれ。血液型O型。40ヤード走5秒6。ベンチプレス130kg。
タックルにも負けない屈強な体と腕力を活かし、レシーバーが十分な余裕を持って捕球できるほどの超高空に投げ上げる「シャトルパス」を武器とする。しかし本人によると「強肩とコントロールは両立しない」らしく、結構なノーコンというQBとしては極めて珍しいタイプ。パンサーの推薦で、アメフトワールドカップのトライアウトを受け、アメリカ代表の控えメンバーとして出場する。未成年でありながら、飲酒をしている。
初戦は体ではなく腕にタックルを仕掛けることでシャトルパスは止められたが、後に「タックルを食らっても投げられるほどに腕力を鍛える」という斜め上すぎる解決方法でこの弱点を克服している。
ジェレミー・ワット（Jeremy Watt）
声  斎藤恭央→下崎紘史
ワイドレシーバー（WR）。背番号81。身長174cm。体重61kg。8月10日生まれ。血液型A型。40ヤード走4秒8。ベンチプレス55kg。
シャトルパスを受け取る「管制センター」。メガネとそばかすが特徴。日本通であるが間違った解釈をしている。筧がフェニックス中に留学中時対戦した経験あり。
ニーサン・ゴンザレス
声 - 金成公信
ガード（G）兼ディフェンシブタックル（DT）。背番号50（昔は20）。身長195cm。体重131kg。4月4日生まれ。血液型A型。40ヤード走5秒8。ベンチプレス150kg。
ゴンザレス兄弟の兄。大柄でパワーがあるラインマン。彼を含むNASA高のラインマンを総称して「マッスル・ブラザーズ」と呼ばれる。
「Big Useful＝大きくて役に立つ男」と漢字で刺青をしようとした際、ずれた日本通であるワットの勘違いにより「大きくて＝大、役に立つ男＝便（便利）」という字を選ばれ、「大便」と彫ってしまった。マシンガン真田に「取り返しのつかない男・大便男・大型宇宙船」などと呼ばれているが本人は気づいていない。
オットー・ゴンザレス
声 - 関暁夫
ラインバッカー（LB）。背番号70。身長159cm。体重69kg。10月28日生まれ。血液型B型。40ヤード走5秒1。ベンチプレス80kg。
ゴンザレス兄弟の弟。兄と違い小柄だがスピードがある。「Small Useful＝小さくても役に立つ男」と刺青をしようとし、ワットのせいで兄と同じく「小さくて＝小、役に立つ男＝便」と字を選ばれて「小便」と彫ってしまった。当然、この言葉の本当の意味には気づいていない。マシンガン真田に「小型宇宙船」と呼ばれている。
レオナルド・アポロ
声 - 堀内賢雄
監督。
かつては「他人の3倍練習する男」としてアメフトに情熱を燃やしていたサンアントニオ・アルマジロズのプロ選手であったが、チームに移籍してきた大物黒人選手モーガンにおされる形で契約を打ち切られた。以後は酒におぼれる転落人生を歩み、「白人だけの最強チームを結成する」ことによって黒人への復讐を果たそうと画策。典型的な白人至上主義者となり、黒人だけに留まらず黄色人種も見下す性格になってしまっていた。なお、この設定はアニメ版では人種差別に関する問題など諸々の理由で、「スター選手への劣等感の反動から極端な組織力重視の指導方針をとるようになった」とほぼ全てが修正された（パンサーへの冷遇も、試合中のミスを口実にレギュラーから落としたというものに変更）。
日米試合が6月、即ち梅雨の季節に行われることを理由に、一度は試合をキャンセルするが、報復の動画で散々ヒル魔にコケにされたことでその1か月後に試合の開催を決定。その際にマスコミに「10点差以上で圧勝できなければ、NASAエイリアンズは二度とアメリカに帰らない」とタカを括った宣言したのが、チーム名改定の原因となっている（「エイリアンズは」帰らない、と言ったため、「シャトルズ」と改名すれば問題はないという言い訳）。
選手たちからパンサーが自分を慕って今までの仕打ちに耐えていたことを知り、最終的にはNASAシャトルズのRBの座を与えた。そして、パンサーがアメリカ代表に選抜されてからは、彼がモーガンをも超える逸材になることを確信し、自らのアメフト技術の全てを彼に教えた。
ヒラリー
声 - 鮭延未可
アポロの猫。アニメオリジナルキャラクター。ピンク色の猫で、練習試合中に逃げ出してしまったため、セナと一緒に追うことになる。トラックに乗って手を振ったり、セナ達が追ってきて驚いていることから知能は高い。

### サンアントニオ・アルマジロズ
アメリカのサンアントニオにあるプロアメフトチーム。チーム名の由来はテキサスにアルマジロが多いからということになっているが、実は試合に負けた時のオーナーのめそめそ泣く姿がアルマジロに似ているからという、最悪なチーム名。
モーガン
声 - 岩崎征実
ランニングバック（RB）。名前の由来はアメリカの黒人俳優モーガン・フリーマン。
黒人選手。現在45歳ながら、年齢を感じさせない逞しい肉体を維持している。名門42.rsから移籍してアルマジロズに入団。典型的なアメリカ唯我独尊主義者。金が好きで家中が金まみれ。ティッシュから枕まで金でできている。
アニメではノーザンライト・ブリザーズの監督として登場し、選手のことをパーツとしか思っておらず、才能だけが全てだと語る。後に原作でも登場、高校アメフトワールドカップを主催し、MVPに選ばれた選手にはアルマジロズとのプロ契約と契約金300万ドル（日本円で3億円）を賞品として用意している。試合終了後、引き分けのまま表彰式を行おうとしたが、ヒル魔の「まさか、こんな終わり方じゃないよなぁ?」という発言に刺激されたドン達によって「おい、お前ら!何を勝手に...!」と叫ぶ彼を尻目に延長戦が行われ、困惑した。
ヒル魔は「クソアフロ」と呼んでいる。
ジミィ・シマール
声 - 加藤啓
クォーターバック（QB）。背番号30。
元陸上黒人選手。顔や声が石丸にとても似ている。入団テストの最終審査一次試験ではBチームのQBを務めた。しかし、試合で活躍をしたために相手チームのラリアットをくらう。その後試験に合格したが、二次試験は不合格。昔はタウン誌「ado（あど）」の配達をして生活していた。
アルマジロズのオーナー
声 - 前田剛
本名不明。試合に負けたときの彼がめそめそ泣く姿はチーム名の由来になるほど。現役時代のアポロに試合に出すチャンスを与えなかった。
試験官
声 - 宝亀克寿
本名不明。アルマジロズの入団テスト試験官。とても優しい性格なため、採点時に99点と100点しかつけられない。セナと瀧の素質を見抜く。

### フェニックス中学
巨深ポセイドンの筧が中学時代に留学していた中学。もちろんアメフト部があり、ワットやパンサーはこのアメフト部に在籍していた当時フェニックス中のエース筧を知っている。

### ノートルダム大附属中
筧のいう本物のアイシールド21こと大和猛がいた中学。名門ノートルダム大の附属中学でノートルダム大同様にアメフト部は強豪チーム。水町いわくこの中学にいた「アイシールド21」は秋季大会に出ているとのことだったが、ヒル魔により「アイシールド21」は1人の人間のことではないことが明かされており定かではない。アイシールド21が突然学校からいなくなったことは他校の生徒には教えてはいけなかったらしい。

## ワールドカップ出場チーム

### 日本代表
謎の包帯男
背番号88。
関東の全日本選抜試験で唯一採用された、全身を包帯で纏った謎の男。選手登録名は「法田井乙子(ほうた-いおとこ)」。進は彼の実力が才能などではなく努力によって培ってきたものであると分析した。
読者にはその正体が雲水ではとミスリードするよう描写されていたが、本当の正体は賊学カメレオンズの葉柱ルイであった（しかし、腕の長さが異なる）。アメフト選手としてWC出場を当然望んだものの、賊学が葉柱の発破でチームとしてまとまっている中、自分だけWCへ出場したら僻みから完全に求心力を失い、チームが崩壊するのではないかと板挟みに苦しんだことから正体を隠して参加していた。決勝戦で進の負傷により交代して出場するも、アメリカ勢との圧倒的な実力差にバッドやタタンカからも「弱すぎる」と評価され、観客達にも嘲笑されてしまう。しかしそれでも、もう誰に何を言われても構わないと必死で敵に食い下がり奮闘する。その懸命に努力をする姿は、進が抜けて劣勢だった日本勢の士気をあげ、葉柱がいなかったことでサボっていた賊学部員を感動させ、才能しか信じていなかった阿含ですら無言のメッセージを雲水に送るほどであり、交代時に進に「良く試合を保たせてくれた」と言わしめるほどであった。
中坊明（なかぼう あきら）
オフェンシブライン（OL）。背番号54。身長163→183cm。体重65kg。
通称「チューボー」。関西の全日本選抜最終試験(トライアウト)で唯一、合格した中学生の少年。三重県出身だが、泥門高校に必死の勉強した結果（全員合格なのを知らず）入学を決め、東京へ引っ越す予定。小柄な体で活躍したセナに憧れアメフトを始めるもその経験は浅く、実力は発展途上。トライアウトではセナの真似をして挑むが、失敗してしまったが代わりに大和・鷹・ヘラクレスに前衛としての潜在能力を見出される。ヒル魔の判断でOLとして選出、セナたちにとって初めての後輩となる。
体育会系かつ真面目な頑張り屋だが、かなりそそっかしい。初戦で自分だけでなく先輩のセナを馬鹿にしたロドチェンコに対して烈火の如く怒り、試合では頭・肩・腕を同時に使い、爆発的なパワーを発揮する「Δ（デルタ）ダイナマイト」で圧倒し活躍するが、その代償に峨王から矛先を変えられる憂き目に遭い、勝負するも完敗。悔し涙を流して自分が先輩を護ることを誓い、その姿はムサシによると「本質ではセナに極めて似ている」。決勝戦直前には猛特訓の末、素早い相手には動きを予測して当てる手段を見つけ出し、峨王にその実力を認められ、峨王からΔダイナマイトを教え乞われる。
世界戦の後、春からデビルバッツの一員となった。高校入学後には身長が20cmも伸び、ヒル魔・ムサシ・栗田が引退後、泥門ライン陣の要として活躍。セナの後を受けキャプテンに就任した。
翌年の秋大会の白秋戦で新生泥門は辛勝しているが、峨王との個人戦で惨敗している。その後、「打倒・峨王」を目標としている。

### アメリカ代表

#### 五芒星（ペンタグラム）
全米高校アメフト界の頂点に君臨する5人の選手達。下記では、ワールド杯編以前に登場したパンサーを除く4人の詳細を述べる。なお、ワールド杯後、ノートルダム大に在籍して、セナを特訓させている。
クリフォード・D・ルイス
QB。18歳。40ヤード走4秒2。背番号1。
「無敗の勝負師」の異名を持つ狡猾な策士。高貴な家柄の出身（実はブラフ）であることから、「王子」とも呼ばれる。非常にプライドの高い性格で、ワールド杯開催のインタビューでパンサーと並び代表の2トップと評されるも、自身はあくまで1トップであると断言する。「アメフトはビビらした方が勝ち」というヒル魔に通じる信念を持ち、常に強気かつ不敵な態度を崩さない。4秒2の光速の足とレーザービームと形容されるパスを、全力疾走しながら絶妙なコントロールで投げる。
大会決勝戦前夜、とあるカジノで邂逅したヒル魔とのポーカー対決を経て因縁が芽生え、ヒル魔以上の策を以って日本を叩き潰すことを誓う。WC戦から2年後、セナが高校3年次の時にノートルダム大付属へのアメフト招待留学を誘う。
後日談では、タタンカと共にノートルダム大を牽引していることが語られた。
ドナルド・オバーマン
C兼DT。18歳。ベンチプレス300kg。背番号69。身長200cm。
通称「Mr.ドン」。「全てを統べる者」の異名を持つ代表の主将格。作中のアメリカ大統領アーノルド・オバーマンの息子で、顎髭を生やしている。ノートルダム中のOBであり、留学生時代の大和を追放した張本人でもある。
非常に傲岸不遜な性格で、未成年ながら酒や女に興じるなど放蕩三昧。日本代表の精鋭全員を凡夫と一蹴する極度の才能至上主義者であるが、決して努力や精神論を否定している訳ではなく、単行本最終巻のおまけページでは体験したセナ曰く「しっかり死ねた」というレベルの練習をこなす一面もある。絶対的な力で頂点に君臨しているため、「哀しいなぁ、俺は哀しい」を口癖に慇懃無礼な言動を取る。敢えて倒す必要がなくなればフィールドを去るが、王としての矜持で敵対する相手は全力で叩き潰すと語り、相手の戦意がある限り徹底的に倒し、姑息な手段は嫌うと同時に敗北を意識した瞬間でも真っ向から受けて立つなど勝負姿勢は彼なりに真摯である。大和のことは「所詮日本人」「『アイシールド21』の名の面汚し」程度にしか思っておらず、少なからず人種差別意識があるようにも取れるが、実力のある者であればパンサーやタタンカなど非白人でも評価するなど単なる人種差別主義者ではない。栗田や峨王を一蹴する圧倒的パワーと優れた頭脳を併せ持ち、多国の語学や帝王学にも精通している。
日本代表を終始侮っていたが、中坊から伝授してもらった「Δダイナマイト」を使用した峨王の一撃と、大和の連携攻撃により、初めて地面に叩きつけられることとなり、焦りを見せ始める。同点のまま試合終了し互いに不完全燃焼の空気が流れる中、「おお、よくぞそういった、確かにその通りだ」とヒル魔の言葉に賛同し、延長戦を開始にする流れに向かった。
後日談では、ノートルダム大を抜け、プロ入りを果たし、即「帝王」になった。
バッド・ウォーカー
CB。18歳。40ヤード走4秒4。ベンチプレス150kg。背番号31。
「高校アメフト暫定世界No.1守備バック」の肩書きを持つ伊達男。現役のハリウッド俳優でもあり、スタントマンなしで高難度のアクションを易々とこなす。総合的な身体能力は五芒星随一とされ、ラインマン達を蹴散らすほどのパワーを備える。相手を「○○ボーイ」というニックネームで呼ぶ癖がある）。実力でも人気でもクリフォードにも誰にも負けないと挑戦心溢れるタイプであるが、セコイ一面をのぞかせることもある。モン太との一騎討ちで初めて競り負けることになり、彼にマッチアップを挑む。その後、同点のまま試合終了し互いに不完全燃焼の空気が流れる中、「引き分けなんて妹にキスするのと同じようなものさ」と言っていた。その後、映画にも出演していた。
後日談では、アクションスターとしてアカデミー賞を受賞したことが語られた一方、自身はアメフトが最近できなくて「ムズムズ」しているとのこと。
タタンカ
LB。17歳。背番号47。
ネイティブアメリカン系の風貌で、210cmの大会最高身長とリーチ、そしてジャンプ力を活かした広大な守備範囲は「人間ドーム」と形容され、あらゆるパスをことごとく撃ち落す。Mr.ドン同様にアメリカ最強主義者である。ドンに倣って複数の言語を習得するも一度に学習したため発音に混乱をきたし、妙な片言口調となっている。ドンと同様、終始日本代表を弱いと決め付けていたが、高見と桜庭の連携技「ツインタワー剛弓（アロー）」によって、タッチダウンを奪われる。
後日談では、クリフォードと共にノートルダム大を牽引していることが語られた。

### フィンランド代表
ミリタリアと闘うも、3-42で惨敗している。

### インド代表
日本とアメリカの試合を見ていた。延長戦の様子を見て驚いていた。

### ドイツ代表
日本代表とは準決勝にて対戦。アメリカに次ぐアメフト大国として描かれ、総合評価はSクラス。シュルツによると、「全ての能力値で日本のほうが僅かに上」とのこと。システマチックな守備を敷き、準決勝までブッチ切りで勝利してきた。ラインの力は栗田と同格、峨王には「ようやく少し骨のある敵に出会えた」と評価された。
ハインリッヒ・シュルツ
18歳。40ヤード走4秒2。背番号45。
18歳ながらNFLE、ドイツ選抜のスーパースターであり、セナや進と同じ40ヤード走4秒2の走力はヨーロッパプロリーグ最速とされる。また、超記憶症候群（サヴァン症候群）により、一度見たものは忘れることはなく、日本代表の各データやタッチダウン時のフィールドの全ての動きを記憶、解析するという能力を持つ。データや数字を主点に置いたプレーをするが、準決勝ではセナの走りを見てアメフト選手として奮い立ち、一騎討ちを挑み、敗北。仲間からは「らしくない」と言われるが、本人は「分からない、自分でも分からないんだ」とどこか満足そうな表情で語っていた。

### ミリタリア代表
軍隊の如き統率力を誇るチーム。総合評価はAクラス。1回戦では3-42でフィンランド代表を圧倒する。続く2回戦では日本代表を「弱小国家」「蛆虫」と呼び、完全に侮りながら試合をするが、日本代表の圧倒的な強さの前に77-0で完敗する。徴兵制の下にある彼らは、優勝すれば残りの徴兵期間が免除されていたらしく、皆目の色を変えて試合に望んでいた。ちなみに、ミリタリア共和国は実在しない架空の国家である。
モンティ・ゴメリー
18歳。40ヤード走4秒6。ベンチプレス120kg。背番号26。
軍隊式の乱暴な言葉務めで敵味方問わず罵倒する。試合開始前に阿含のドレッドヘアをバリカンで剃ってしまい、「全力であいつら血祭りにあげる」と阿含から完全にターゲットにされてしまう。優れた身体能力を持ち、パーンズが自分のスペックを解説していた際には「そういうことは口で自慢することじゃなく身体でわからせてやるものだ！」と自分の身体スペックを誇らしげに自慢するが、進（40ヤード走4秒2、ベンチプレス140kg）や峨王（ベンチプレス210kg）を始めとした数々のトッププレイヤーの揃う日本代表からのリアクションはかなり薄かった。得意技は軍隊で鍛えたスタミナでフィールドの半分以上をトップスピードで駆け抜ける「弾道ミサイルラン」だが、阿含には通用せず、峨王と阿含のコンビプレー（狙った相手が同じだっただけ）の前にあえなく撃沈した。味方からはゴメリー軍曹と呼ばれている。
パーンズ
「ウフフ」という笑い方で敵を常に嘲笑う、人に厳しく自分に甘い人物。阿含の独断で2軍として加入した高見や十文字らを日本代表の正規メンバーと勘違いし、日本代表に対しては完全に侮りながら挑んだ。眼鏡をかけた言い訳のスペシャリストで「全然本気を出していない」「今日は足が痛い」「審判がレベル低い」など100種類以上の決め台詞（言い訳）を持つ。

### ロシア代表
ベンチプレス世界記録保持者、ロドチェンコを有するチーム。峨王の力尽くの抽選により、日本とは1回戦で激突。阿含の策略により日本代表の2軍と試合をするが34-20で惨敗する。総合評価はBだが、ロドチェンコの加入によりAにもSにもなるらしい。極寒の地でのトレーニングにより、雪のフィールドでは無敵の強さを誇るがワールドカップ時のアメリカは3月だった。
イヴァン・ロドチェンコ
18歳。ベンチプレス200〜300kg。背番号76。
ベンチプレス世界記録保持者。ワールドカップMVPに送られる契約金300万$を目当てにアメフト選手となった金の亡者。張り手一発でチューボーを空高く弾き飛ばす恐るべき筋力を誇るが、チューボーのΔダイナマイトにより一方的に押し切られてしまう。ベンチプレス世界記録保持者だけに、峨王が子供のように目を輝かせるほど興味を持たれていたが、峨王の興味が完全にチューボーに移ってしまっていたために、試合終盤には峨王に挑みかかるも完全に興味をなくした峨王に「うるさい」の一言と共に一撃で地にふせられてしまう。

## 高校以外のチーム

### 王城シルバーナイツ（王城大学）
王城高校の系列校。かつての「王城ホワイトナイツ黄金世代」が所属している。
花田（はなだ）
シルバーナイツの前衛の一人で「黄金世代」の一員。丸刈り頭に厚い唇、ガッシリした体格が特徴。若干後輩を見下した節がある。春大会で神龍寺に惨敗した後輩たちを厳しく叱咤したが、数か月後の対抗試合で巨大弓に敗れる。桜庭の成長と弱小だった泥門の超攻撃力に驚く。

### 賊大フリルドリザース（賊徒大学）
賊徒学園の系列校。賊学からは無試験で入学できる。チーム名は「エリマキトカゲ」から
葉柱斗影（はばしら とかげ）
声 - 乃村健次
コーナーバック (CB) 身長193cm、体重90kg。
賊徒大学のアメフトチーム「賊大フリルドリザース」の主将兼賊大総番で、カメレオンズ所属するルイの兄。弟同様腕が長い。弟によると「化石」的な存在で、今ではすっかり珍しくなった古風な不良というよりヤクザに近いが、その割に他力本願でゴンザレス兄弟をバカにした野次を飛ばしたりと、器の小さい三流キャラクターである。日本刀を所持しているが、常に携帯しているのかは定かでなくアニメでは金属バットになっている。口に葉っぱをくわえており、思いっきり息を吐いた時に葉からなぜか花が咲く、本人によると「漢粋（男息）の華」らしい。

### 伊我保ホットスプリングス
小説版に登場した伊我保温泉（モデルは伊香保温泉）の社会人チーム。盤戸と同じキック専門チームでもある。総勢58人という大所帯だが、チームメイト達はそれぞれ本業があるため、全員揃うのは年に一度あるかどうか。アメフト経験者は中のみだが、角屋敷以外の大人達は常日頃の労働で培った体力を備えており、侮れたものではない（事実、序盤は泥門を苦戦させた）。しかし地域のアメフトチームが少ないためなかなか試合のチャンスに恵まれず、実戦経験が少ないのが弱点。
角屋敷吉海（かどやしき よしみ）
ラインバッカー (LB)。背番号41。身長163cm。体重52kg。
唯一の高校生選手。元々はアメフトをやるために王城中学に入学したが、父親が事業に失敗し、入学してから僅か2週間で転校することになる。家の経済状況が芳しくないため、アメフト部のある遠くの高校には通えず、部のない近場の伊我保高校に通わざるを得なかったが、数学教師の三角金八から地元のアメフトチームに誘われ、アメフトを諦めてしまうことだけは防げる。チーム自体に不満はなかったが、同じ高校生がいないことに一抹の寂しさを覚えていた。
そんな折、泥門との親善試合が決まり、セナに真っ向勝負を挑んだ末敗退する。その後はセナに言われ、クラスメイトの高梨と共にアメフト部を作ることを決意した模様。現在の実力では下位に属しているが、潜在能力では彼に近いらしい。
中鉄矢（あたり てつや）
クォーターバック (QB)。背番号1。39歳。
学生時代はアメフト部に所属しており、チーム内で唯一のアメフト経験者。普段は石段街で射的屋を営んでいる。モン太・瀧・十文字・黒木・戸叶の5人を挑発し、いいカモにするが、ヒル魔と高見によって商品に全弾命中させられた。キッドの早撃ちに似たパスを放てる。
在刈泉（あるかり いずみ）
キッカー (K)。背番号91。29歳。
旅館「井伊湯屋」の三代目。元サッカー少年。
厚木小五郎（あつき こごろう）
ランニングバック (RB)。30歳。
伊我保温泉旅館組合・副組合長。学生時代は駅伝の選手。
近藤猛（こんどう たけし）
ライン。背番号55。27歳。
普段は石段街で弟の進とうどん屋を営んでいる。試合序盤は弟や越と共に十文字と黒木を押し負かして見せた。
近藤進（こんどう すすむ）
ライン。背番号56。26歳。
近藤猛の弟。双子でもないのに兄と同じ顔をしているらしい。
越津代史（こし つよし）
ライン。背番号58。
近藤兄弟同様、普段は石段街でうどん屋を営んでいる。
三角金八（みすみ かねはち）
コーナーバック (CB)。背番号32。
伊我保高校の数学教師を務めており、生徒からは「キンパチ」と呼ばれている。同窓会の席で中学教師をしている元クラスメートから角屋敷のことを聞かされ、入学式の当日に角屋敷をチームへ誘った張本人。賊学の葉柱に匹敵する長い腕を持ち、腕の長さを利用したタックルを得意とする。
武田（たけだ）
監督。
溝六と庄司の千石大でのかつてのチームメイト。赤ん坊の孫娘をセナと進に助けてもらった礼のために北江屋旅館を訪れ、そこで偶然溝六と庄司に再会する。嘗て死の行軍に挑んだ際、自分達が抜けたことが原因による溝六の選手生命が絶たれた事実を激しく後悔していた。それ以降逃げるように部を辞めてしまうが、しばらくして妻の故郷である伊我保に戻りホットスプリングスを結成する。

## その他

### デビルバッツ・メンバー親近者
小早川秀馬（こばやかわ しゅうま）
声 - 高瀬右光
セナの父。彼の髪型と気弱な性質は父親譲り。二流企業の社員で優秀な働き手だがお酒に弱い。息子のことを信用しており、必要以上の口出しはしない。42歳の厄年、妻の美生とはお見合い結婚。
小早川美生（こばやかわ みはえ）
声 - 中川里江
セナの母。典型的主婦だが、家事全般が不得意。料理教室でまもりの母と奇妙な間柄になったのが縁で仲良くなったらしい。アメフト選手として活躍する息子をTVで見て驚きを隠せずにいた。少し過保護で舞い上がるとオバチャンモード全開となり「グフフ」と笑い出す。息子の恋愛事情に寛容であり、まもりや鈴音に息子のお嫁さんになってもらいたいと思っている。
姉崎真美（あねざき まみ）
まもりの母。美生と前述のような経緯で親しくなった。夫の名は楯夫（たてお）。日米のハーフで一流大学を卒業し、さらに料理上手という才色兼備な完璧超人。娘がアメフト部のマネージャーになったことを知り血ではないかと感慨にふける。
蛭魔幽也（ひるま ゆうや）
声 - 内田直哉
蛭魔の父。留守番電話で声のみ登場。息子とは疎遠になっているらしいが、全国大会決勝に行くことを祈っていたらしい。アニメでは、白いトレンチコート姿に帽子で一度会場に訪れるが、電話をかけた後飛行機に乗って去った。
全国大会決勝では、着物姿で選手関係者として来ていた。終了後立ち去るが、その姿をヒル魔は目撃していた。
WC編では、クリフォードがヒル魔について調べたところ、チェスの元日本アマチュアチャンピオンらしい。プレースタイルは、超攻撃的なチェスが持ち味。プロを目指して世界進出するが本場との激しいレベル差に受けて受身一方のスタイルへと転換し、ほとんど勝利できないまま帰国して引退したらしい。
栗田空海（くりた くうかい）
栗田の父。仏教宗派「孟蓮宗」の官長。
良識のある厳格な人物だが、パワフル語を使用する。息子に食べ物を食わせすぎたことを後悔している。妻の名は比丘尼（びくに）。
雷門花子（らいもん はなこ）
声 - 玉木有紀子
モン太の母。19歳で息子を産んだいわゆるヤンママ。飲酒・喫煙・パチンコを好む。息子が手を離れたのでみのもんたが出演するTVを見るのが現在の日課らしい。夫の名は一郎（いちろう）。
モン太の言葉には常に馬耳東風であったが、関東大会優勝後以降は息子の活躍が嬉しいのか、無言ではあるが褒めたりしている（作中にはあまり出てきていないが息子の試合はよく観戦している）。
小結豪喜（こむすび ごうき）
声 - 乃村健次
小結の父。運送業「横綱運送」の運転手。大吉と違って大柄な体格。パワフル語使用者。巨深戦ではセナたちにビールを差し入れした。妻共々息子の試合を観戦している。
小結福恵（こむすび ふくえ）
声 - 中川里江
小結の母。小柄でやや気弱。夫と息子のパワフル語が理解できない。セナたちと少なからず関わりを持っている。
雪光輝（ゆきみつ あかり）
声 - 赤土眞弓
学の母。典型的な教育ママ。部活動には反対しているため、アメフトをやっていることは知らなかったが、ヒル魔の計らいで就職活動に役立つと口添えしていたのでことなきを得る。怒ると途轍もない形相になる。夫の名は努（つとむ）。息子はいつ「ざぁます」と言いだすか恐れている。
雪光蛍（ゆきみつ ほたる）
学の姉。原作単行本おまけページで名前と姿だけ紹介された女性。雪光家のハゲデコ遺伝子がいい方に出てなかなかの美人。
十文字襟人（じゅうもんじ えりと）
声 - 松山鷹志
一輝の父。職業は判事。額に十字傷がある。厳格な性質かつ非常に堅物で、息子の友人である黒木と戸叶を「カス」と呼び、不良少年である彼らと息子の一輝が関わっているのを快く思っていない。妻はおらず息子と二人暮らしのようだが、関係はヒル魔、キッド同様冷え切っている。スポーツには全く興味はなくアメフトに関しても「何それおいしいの?」レベルだったが、一夜漬けでアメフトのルールを勉強した上で、一輝が用意したチケットでクリスマスボウルの試合会場に来ている。
アニメ104話に再度登場し、問題を起こしてしまい警察に連行された一輝の身元引受人として助けた少女と共に来てくれた。このことから、息子である一輝自身のことは大切に思っているようである。131話にも登場し、仕事に行く前に応援に駆けつけた。一輝と猪狩との対峙時、弱気になっていたところを激励して立ち直らせてくれており、原作とは違った雰囲気が目立つ。
名前の由来はエリートから。
武蔵半左衛門（たけくら はんざえもん）
声：佐々木梅治
ムサシの父。武蔵工務店の棟梁。息子には容赦なく怒鳴り散らす典型的頑固親父。彼を再びアメフトに戻る決心をさせる。妻の名は、かなめ。
瀧雪路（たき ゆきじ）
瀧兄妹の父親。職業は営業マン。関東大会優勝記念の船上パーティでなぜかギターを弾いていた。この息子にしてこの父親あり的雰囲気を持つ。

### 泥門高校の生徒・教師
小暮聖紀（こぐれ まさのり）
声 - 外波山文明
泥門高校校長。ヒル魔が適当にかまを掛けたら勝手に浮気で脅されたと勘違いしヒル魔の言いなりになった。生徒からの信頼度はゼロに近く、基本的に彼の話を聞いている生徒はいない。西部一行である陸、キッド、ドク堀出によると、「憐れな校長」。
古屋（ふるや）
泥門高校の教師。風紀委員会顧問だが、気弱で生徒に注意できない。
白神（しらかみ）
まもりのクラスの担任で物理教師。まもりを信頼している。
西村（にしむら）
泥門デビルバッツの試合（春大会1回戦）に招集された野球部員の一人。背番号50。石丸以外の助っ人の中では存在感がある人物。野球部紅白試合で1年選手と間違われたセナの出塁時の走りを見て1年の一人がアイシールド21と見抜くが正体は判っていない。3巻までよく出ていたが、アニメ版では選手の顔ぶれの変更や野球部紅白戦が省略されたため、登場していない。
野球部の監督
本名不明。かつてモン太が所属したこともある野球部の監督。野球部の監督の立場としては実力主義者であり、キャッチ以外はダメだったモン太を三軍に入れていた。しかしアメフト部の練習試合に観戦に訪れ、そこでキャッチ力を生かす場所を得て活躍していたかつての教え子モン太のことを喜んでいた。
海堂洋（かいどう ひろし）
模型部部長。コミックの最終部分に記載されていた新聞に顔のみ出ている。作戦時などに使っていた泥門デビルバッツメンバーなどのフィギュアは模型部で制作されている。ヒル魔に「女子のHなフィギュアをつくった」という弱みを握られている（そのためか、模型部全員がヒル魔の奴隷の模様）。
矢地馬之助（やじ うまのすけ）
パソコン研究部部長。橋の上での賊学のひったくり解決現場にいた、名に恥じない野次馬の泥門の生徒。
NASAエイリアンズを日本に呼び寄せるため、アポロ監督のニワトリ合成CGの制作をヒル魔と共に徹夜で手掛けた人物。彼にソフトの不法使用の証拠を大量につかまれている。泥門の試合には高確率で観戦しに来ている。
三宅成（みやけ なる）
声 - 遊佐浩二
泥門高校の生徒。丸っこい三角型の目が特徴。いくつもの部活を掛け持ちし、部費の甘みだけを吸って生きる外道。
雪光を罵倒、妨害しアメフト部に入部しようとしたが、その暴挙をヒル魔は見逃さず迎撃で返す。その後サッカー部等に掛け持ちで所属し部費を使い込んでいるが、グラウンドを賭けてアメフト部との勝負にも参加。また、体育祭で室サトシと共に復讐しようと騎馬戦で勝負するが、バンプに巻き込まれ下半身を露出。彼の奴隷班に映像を写され、従順になれと脅迫される。外道になった原因は中学時代の彼女に20股をかけられたからという同情すべき男。なぜかギター（フォーク）も弾く。先輩である室とつるむことが多いが、内心では軽蔑の念を抱いている節がある。
舞茸（まいたけ）
泥門高校の生徒。マッシュルームカットが特徴。サッカー部員。三宅と共につるんでいる男。
室サトシ（むろ サトシ）
声 - 永野広一
泥門高校の生徒。元陸上部員のサッカー部員。セナとモン太の勘違いでグラウンドとアメフト復帰を賭けて勝負をした性格の悪い男。
陸上を止めた原因はファーストフード談義でブチ切れたことという非常につまらないもの。一度は部長である石丸の仲裁でことなきを得るものの今度は牛丼談義で揉め、部を退部することに。アメフト部の助っ人に参加している石丸に対して敵意は抱いていないものの馬鹿にしている。体育祭では復讐しようと三宅、舞茸と共に騎馬戦を挑むが、バンプによってズボンが下がってしまい、ヒル魔に従順になるよう脅される。番外編でも下半身を露出する。
観戦に来た関東大会でも、常勝軍団である神龍寺ナーガ相手に苦戦するデビルバッツを嘲笑ったり、白秋と太陽の試合での番場に対して汚い野次を吐いて醜態を晒したり、アメリカ代表相手に苦戦している日本代表を嘲笑うなど、デビルバッツメンバーには不快感を抱かせ、一緒にいる三宅さえもが「アンタすごいわ…」と心でつぶやくなど、劇中での性格の悪さと愚かさは一、二を争うと言える。かつて、泥門が王城に0-99で敗れた練習試合で助っ人として出場して相手チームに吹っ飛ばされていた。「あ! はー!」という特徴的な笑い方をする。
咲蘭（さら）
泥門高校の生徒でまもりの幼馴染。黒髪のロングヘア。普通すぎて個性がないことを気にしている。
末友アコ
泥門高校の生徒。まもりの幼馴染。少しオタクっ気があり、弟のジャンプを盗って読むのが月曜の日課。セナの携帯の電話帳に彼女が登録されていることから、彼とも仲がいい様子。
体育祭実行委員長
ヒル魔に脅され、体育祭を牛耳られた男。実態はヒル魔の脅迫手帳には存在していない。しかし、脅迫手帳を見せられただけで勝手に怯えている。アニメ版では、秋大会レギュラー決定前の時の1年生のある教科の担任として登場している。
泥門高校のオタク生徒達
アニメオリジナルキャラクター（全員名前が不明）。学園祭で「Teamモン太」の出店のメイド喫茶に登場した泥門高校のオタク達。制服を除けば、典型的なオタクの容貌をしている。メイドの格好をしたまもりに「萌え〜」を唱え、仕舞いには廊下で並んでいたオタク生徒達がまもりに「萌え〜」を連呼しだした。気味悪がっていたまもりにとにかく迫っていき、最終的にはモン太のタックルで廊下に追い出された。

### 他校の関係者
本庄勝（ほんじょう まさる）
声 - 織田優成→三上市朗
プロ野球「集英ベアーズ」の中堅手。背番号80。
キャッチの達人で、守備要員。幼い頃のモン太が野球選手を志す切っ掛けを作った人物。彼がアメフトに転向した後も、試合中の大事な場面でtvのインタビューに答えた当時のセリフを思い出して奮起するなど、大きな存在であり続けている。その髪型と背番号は彼の真似で、宝物のように持っているグローブは、現役時代に贈られた本物である。
息子の鷹は、関西アメフト最強のチーム「帝黒アレキサンダーズ」の一軍選手であり、同様にキャッチ力に優れ、準決勝の試合観戦後いずれ鷹と戦うことになることを予感しつつ帰っていったが、試合を濡れた芝生に座って観戦していたためズボンが濡れていた。
現在は関西アメフト連盟理事長。関東の理事長は、「マサ」「キヨさん」と呼びあう仲。アメフト大会で逸材になる選手を選んでいたが、草の根である泥門に帝黒が敗れたことを切っ掛けに選手たち自身に選り抜き精鋭を求めた。
桜庭の母
名前不明。小さい頃からスポーツ番組ばかりを見ている春人を気にしていた。とてもおしゃれに気を使っている。息子の部活動には関心が薄いらしく、試合の応援に行ったことはない。
王城の校医
フルネーム不明。幼少時に『ブラック・ジャック』を読んで、医学の道に進むことを決意したが、現在『ブラックジャックによろしく』に再びはまるが、その内容のせいで医学の道に幻滅したらしい。
干徳ラブ（ほすとく ラブ）
泥門のフォーメーション確認で進のポジションにいた王城の女子生徒。彼に似てるようで似ていない。進の大ファンであり、機械オンチの彼に近づくため、パソコンを日々壊し続け女子アメフト部の設立を申請している。単行本24巻表紙ではちゃっかり左よりに登場している。
武者小路一（むしゃのこうじ はじめ）
キッドの父。元華族の末裔でオリンピック射撃競技三大会連続金メダリスト。息子にも自分と同じ偉業を達成させるため、過剰なまでの期待を寄せ過密スケジュールを組んで行っていた。その上極端すぎる実力・結果主義者でもあり、ビームピストルの大会で1位になれなかった彼に辛辣な言葉を浴びせた。それ以来ヒル魔親子同様疎遠。
鉄馬の父
名前不明。武者小路家の運転手。目を閉じたような表情をし、息子と同じく頑固且つ無口な性格。ルート通りの正確な運転が信条で、車には障害物を跳ね飛ばせるように装甲が取り付けられている。
葉柱蝮（はばしら まむし）
斗影とルイの父。都議会議員。息子達にそっくり（特に斗影に）。脅迫手帳にはパーティ券絡みや、リベートのネタが掲載されている。
葉柱やもり（はばしら やもり）
斗影とルイの母。息子達にそっくり（特にルイに）。
ガキ大将
フルネーム不明。賊徒学園の生徒。小学校のころセナをパシらせていたが、陸にあっけなく敗北。アニメでは兄がおり、彼にやられた仕返ししてもらうために呼んで来た。セナにやらせたことでその味をしめ、以降は同じクラスになった生徒を次々とパシらさせていた。賊徒学園に入学後、今度は葉柱ルイをパシらせようとしたが、一瞬で塵となり、今では立派な賊学アメフト部のパシリとなり日々その日常を送る。
胸肩の両親
ともに本名不明。息子の厚にとてもよく似ている。しかし、元々赤の他人同士なのに両者が似ているのはなぜかおかしい。
気絶した子
本名不明。恋ヶ浜のチアリーダー。ぽっちゃりぎみの体形が特徴。桜庭春人ファンクラブの最初の会員。グッズのモニターなど積極的に参加。
桜庭の追っかけで、桜庭を一目見ただけで気絶することが多い。
初條の彼女
本名不明。お馬鹿度数300%。アメフトをラグビーだと思っており、初條自身も諦め切っている。
単行本22巻によると彼氏のことは「もう飽きた」らしく、陸のことが気になっている様子。
飯華めいら（いいか めいら・3年）
網乃大付属高看護部の女生徒でチアリーディングチーム「アミノサプリメント」のメンバー。名前の由来は胃カメラ。
作村義治（さくむら よしじ）
太陽高校の校長で考古学の権威。生徒たちが考古学に興味を持つように校舎をデザインしたが、こだわりすぎている感じがある。
モデルは吉村作治。
岩重ガンジョーの師匠
声 - 青山穣
本名不明。岩重ガンジョーが師匠と呼び慕っている口髭を蓄えた男。「御疲敗道（おつぱいどう）」という武道の流派の創始者。男とは闘わない主義。巨乳好きのガンジョーにその武道を伝授した。「御疲敗道」の意味は「お疲れ様でした」の気持ちを敗れた敵に捧げるという意味らしく、技は敵の胸を指で突くことただ一つ。
アニメでは、ガンジョー達に同行している。タイムアウトのことを「おっぱいタイム」と言ったり、そのタイムアウト時にお茶を飲んで一服したりと、全く行動の読みにくい性格。王城戦敗退後は、ガンジョー達と共に会場にいた重佐竹を「御疲敗道」にスカウトしようとしていた。
雲水と阿含の父
名前不明。雲水の回想シーンで、金剛兄弟が小学生の頃、自転車を乗る練習を教えていた。物覚えのいい阿含ばかりを褒めて人並みの雲水を蔑ろにしていた。素顔は明かされていない。
麻黄中の教頭
本名不明。ヒル魔たちの通っていた中学の教頭。保身的性格で、栗田の自己的なアメフト練習が学校近隣地域に騒音公害を出しているとのことで、即、アメフト練習を禁止するように命じた人物。教師の中で唯一反対した溝六の意見も聞かず、彼を退職させた。ヒル魔がアメフト部創立に協力してからも、ろくに意見も聞かず活動禁止令を出していたが、ヒル魔にSMクラブに通っていたことがばれてしまい、立場が逆転し服従する羽目になってしまう。
麻黄中校長
本名不明。ヒル魔・栗田・ムサシの通っていた中学の校長。教頭と同じ保身派で、栗田の自己的アメフト練習に反対していた。教頭がヒル魔に服従するようになってからヒル魔の「脅迫手帳」のネタに脅される。
麻黄中の運動部員達
アメフト練習の場所借りのために道具運び（平たく言うとパシリ）をしていた栗田をこき使っていた他の運動部員。かなりの重労働に対し、それでも1m四方しか使わせなかった。

### その他の日本人
安藤パー子（あんどう パーこ）
声 - 瀬尾智美
8.2チャンネルの民放放送局「江戸TV」の女子アナ。桜庭のファンであるが、アメフトに関しては用語も知らないズブの素人で「ラン」の意味すら分からない。選手に対して失礼な行為を行ってしまうこともしばしばある。本編ではアイシールド21の正体を本当にイケメンと信じていた。
アニメでも正体を暴かんがために泥門高校に来るほど。帰ろうとした時、偶然出会ったまもりに「あなたがアイシールド21ですか〜?」と聞いていた。非常に間の抜けている女性。
ミラクル伊藤（ミラクル いとう）
声 - 赤星昇一郎
芸能プロダクションジャリプロの社長兼スカウトマン。桜庭を勧誘した当人。非常に怪しい性格。気絶すると泡を吐く。一見利益や仕事を最優先するイヤミな人物だが、関東大会にて桜庭の実力を認めて全面的にバックアップをするようになり、過去には暴漢から身を挺して桜庭の身を護ったという根はいい人。
外見的服装はブランド物で固めているが、靴下など目立たないところは安物で済ませているなど、金銭感覚はしっかりしている。犬歯の辺りに金歯がある。クリスマスボウルにおいては美少女QBである花梨のグッズまでも作成し売り捌くなど、節操のない商魂を炸裂させている。
岡（おか）
声 - 赤土眞弓
名前不詳。城下町病院の婦長。呪術など怪しげな物で改革する不気味な女。呪うと腕が異常に発達する。口癖は「呪うわよ〜!」「呪います」など。その一方婦長としての仕事はきちんとこなしている。
呪井高校OGで、アメフト部の左右魔は息子。ムサシ親子のことも知っており、工務店の面々を呼ぶという粋な計らいでムサシを復帰させた張本人。女の勘と予知呪術で予想し同僚の玉八達を呼んだ。東京ドームでヒル魔達が行った草野球にも参加している。酸素カプセルなどの民間療法を医療関係者の立場では反対しているが、精神的理由からではやむなしと考えている。
難波虎吉（なんば とらきち）
声 - 伊藤実華
原作では苗字不詳だったが、アニメで「難波」と判明。交通事故により城下町病院に入院している少年。
タッチフット（アニメではフラッグフット）をやっていた時、近くで試合をしていた桜庭のプレイに感動、以来彼を尊敬している。関西弁でしゃべる。初対面以来モン太とは仲が悪い(とはいえ完全に仲が悪いわけではなく、アニメの最後では、モン太相手に「見返してムキーって怒らせてやる」と言った時、モン太は微笑んでいた)。高確率で読みを外す鬼兵との掛け合いは定番になりつつある。岡婦長や鬼兵と同じくヒル魔達が行った草野球に参加しており、車椅子状態でベース上を走っていた。原作単行本の登場人物紹介やTVシリーズの桜庭中心の逸話やEDでも少なからず登場している。
熊袋（くまぶくろ）
声 - 谷田真吾
月刊アメフト編集者。泥門の爆発的攻撃力に興味を持つ。アニメではオリジナルストーリーで関与している鈴音とはちょっとした知り合いの仲。アフロヘアなのはアメフト経験で髪が崩れた反動から。放送席に乱入したコータローを王城の大田原に鎖で縛ってもらうなど少し腹黒。マシンガン真田からは「ボンバーヘッド熊袋」、鈴音からは「くまふくろうさん」と呼ばれている。
関東大会や、全国大会決勝では渡米していたために解説には参加しなかったが、WU杯では久々の登場となり、パンサーたちの会見に立ち会っている。TVシリーズ最終話では試合終了直後に出演している。
月刊アメフト編集長
声 - 浜田賢二
本名不明。典型的な管理職人間。カツラ愛用。
マシンガン真田（マシンガン さなだ）
声 - DJ TARO
通称「口から生まれてきた男」。生まれた頃からしゃべっていた実況アナウンサー。普段のしゃべり方も実況風。髪型は風車ヘアで、興奮すると回転する。自称「しゃべる速射砲」。TVシリーズでは試合関係で必ず登場する。
関東アメフト協会理事長
本名不明。熱い言葉を繰り出す褐色の男。また冬の時も暖房も使わなくていいぐらい熱い。「闘い（アメフト）」という苦しい当て字タイトルの著書がある。彼のいる部屋は暖房がいらないらしい。
セナの素質を見て、飛躍できることを期待しMVPを見送っている。抽選会において、表面的には慇懃な態度を取る阿含を鋭い視線で睨み付けていた。
玉八（たまはち）
声 - 浜田賢二
苗字不明。ムサシの幼なじみ。武蔵工務店の従業員。妻とまだ赤ん坊の子供がいる。アニメでの盤戸戦ではムサシを試合会場まで送った。
熊袋リコ（くまぶくろ リコ）
声 - 伊瀬茉莉也
熊袋記者の娘。父親の手伝いで記者に興味を持つ高校1年生。よくガンバり、よくテンパる。東京大会3位決定戦では月間アメフト編集長と同席し、関東大会ではアメリカに出張してしまった父の代わりに解説役を担当する。神龍寺戦前に阿含・ヒル魔らにインタビューを試みる。
TVシリーズでは、シュークリーム杯編で、逸早く登場している。「エブリタイムテンパリ娘」と自称し、すぐ父そっくりの髪型と顔付きになりさらに声まで変わるのが癖で、戻らなくなることがたびたびある。
春子（はるこ）、夏代（なつよ）、秋江（あきえ）
声 - 菊池こころ（春子）、藤田美歌子（夏代）、中村仁南（秋江）
アニメオリジナルキャラクターただし、春子に関しては元キャラクターは「気絶した子」と思われ、アニメでも気絶している。桜庭の追っかけファン。通称「キャーキャー三姉妹」。彼が出る試合には必ず現れる。
鳩原純一郎（はとはら じゅんいちろう）
東京都知事。アメフト協会理事長で、裏原宿高校のOB。OVA及びノベライズ版のみ登場。
地元の活性化と母校アメフト部の栄達を望み、自分の地位を利用しデビルバッツを出汁にしようとしたが、ヒル魔の手の上で躍っているに過ぎなかった。ヒル魔は糞都知事もしくは糞オヤジと呼んでいる。なお、東京都知事としての彼の都民からの評判は権力を笠に着た態度や政策、言動などから最悪。
ゲンナリ君
表紙の目次などの4コマなどに登場するキャラクター（と、言うより4コマの主人公）。ゲンナリするほどついていない。
本編で直接登場はしないが、密かに人気で、盤戸戦でモン太の、「本物のアイシールド21が弱いよかマシ」の想像画の例えに使われている。
北江杉代（きたえ すぎよ）
小説版に登場した、伊我保温泉の北江屋旅館の女将。年齢は40代後半。溝六や庄司とは旧知の仲。
旅館に通じる崖を削って造った急な坂道を登りきった選手達のラップタイムを計ったり、旅館に設置してある拡声器でトレーニング中の選手達に活を入れつつ、アドバイスするのが役目（トレーニング用の場所にはカメラやマイクを仕込んであるため、離れていても会話は筒抜け）。一度に24人のタイム計測が可能な、「ストップウォッチ二双同時押し」を得意とする。体格で相手を識別し、ゼッケンの数字で記憶しているため、基本的に選手達の名前は覚えないが、彼女が数字以外の文字を記憶できるかどうか試そうと、昔ゼッケンに名前を書いた溝六と庄司の名前だけは記憶している。以前は女子高の水泳部のコーチをしており、全国レベルの選手を何人も育てていたが、北江屋旅館の先代（父親）がギックリ腰で倒れたのがきっかけで呼び戻され、跡を継ぐことになった。
名前の由来は「鍛えすぎ」から。
北江泰蔵（きたえ たいぞう）
北江屋旅館先代当主にして、杉代の父親。町長を脅し、閉鎖された有料道路をトレーニング用として北江屋旅館の私物とした張本人。
頑丈で病気知らずなことで有名だったが、ある日ギックリ腰で倒れ、一時布団から起き上がれなくなったショックで娘を東京から呼び戻し、完治した後は隠居した。倒れる以前は鉄アレイを使い筋トレをしていたが、それ以降は盆栽を楽しみつつ鉢に金属板を仕込み、鍛練を欠かさない日々を送っている。高校に運動部があるようなスポーツなら大抵審判をこなせ、デビルバッツとホットスプリングスの親善試合の審判を務めた。
名前の由来は「鍛えたい」から。
門伝桝乃（もんでん ますの）
「伊我保温泉のゴッドハンド」の異名を持つ、年齢不詳の老女。曾孫がいる。
泥門メンバーの部屋に突如として現れ、手始めにあっという間に十文字をねじ伏せ、彼を初めとし、ヒル魔を除くメンバー達にマッサージを施した。立て続けに数人分のマッサージを行っても疲労した様子を見せないほどの、底知れぬ力を持つ。後にまもりにマッサージの極意を伝授した。
高梨博人（たかなし ひろと）
角屋敷のクラスメイト。人一倍好奇心が強く、何か月経ってもクラスに馴染もうとしない角屋敷に興味を持ち、ことあるごとに接触してくる。
デビルバッツとホットスプリングスの試合終了後に現れ、小学生の頃タッチフットをしていたが、中学や高校にアメフト部がなかったため陸上に転向したことを角屋敷に伝えた。その後はセナの言葉によって、角屋敷と共に伊我保高校にアメフト部を作ることになったようである。

### アメリカ
アーノルド・オバーマン
作中のアメリカ大統領である。ドナルド・オバーマン（通称 Mr・ドン）の父である。誰かに息子を倒して欲しいということを思っている。
ガンショップの店長
本名不明。寝食忘れるほど銃器を愛する親父。ベトナム帰還兵らしいが、南北戦争やフランス革命、関ヶ原の戦いにも行ったと主張している。アニメには登場せず。
セクシークィーンズ
オカマの集団。本名不明。ビーチフット大会の優勝候補だったが、1回戦で即席急増チームであるデビルガンマンズに破れる。
服（ビーチフット以外にも日常的に着ている）は破れやすくしてあり、鉄馬やセナの走で破れる。アニメでは服破れのシーンはカットされている。
サイモン
声 - 遊佐浩二
ビーチフット大会の優勝候補チーム「TOO TA TTOO」のリーダーで、どぶろくの教え子。体じゅうにタトゥーを施している。暇を持て余し麻薬の売人になったが、翌日にどぶろくからビーチフットに誘われたことにより1日で更生。
ヒル魔の戦術眼による泥門の中途入学枠の候補筆頭に挙げられていた。
牛
ビーチフット大会副賞の食用牛。ドク堀出に「漢」を感じさせた。子牛の頃から暴れ者だったので、あちこちの牧場を転々とし現在の立場になる。ビーチフット大会に優勝したセナたちに引き取られ、アメリカのベン牧場でロデオ用として飼われる。
バイク軍団
「死の行軍」の途中迷子になったセナをサントニオ体育館まで連れて行く。
顔はいかついが恋話が大好き。今は韓国ドラマの「冬のソナタ」にはまっている。
オックス、タイガー
声 - 石井康嗣（オックス）、竹本英史（タイガー）
サンアントニオ・アルマジロズのプロ選抜試験にセナや瀧、ジミィと共に参加した2人組の巨漢。耳にリングピアスをしているのがオックス、下に棒状のピアスをしているのがタイガー。ガラが悪く、ラフプレーを平気で行う。
パンサーのばあちゃん
フルネーム不明。パンサーの祖母で良き理解者。物言いはぶっきらぼうだが日米交流戦に行けなくなった孫のために、なけなしの貯金で飛行機代を出してくれたり、お手製のヘアバンドをプレゼントしてあげたりと根は優しい性格。料理の腕はいいのか悪いのか分からないが、特製オートミールは物凄くまずくアニメではセナ・モン太・鈴音が食しており、全員顔を青くしていた。
ノリエガ
在日米軍人。ノリの良い黒人男性。基地内に進入してきた小学生のヒル魔を捕まえるも、彼のハッタリに関心してノリで引っ張り込んだ。給料のほとんどを賭けアメフトに次ぎ注ぐほどのギャンブル好き。彼が仲間と共に基地内でプレーしていたアメフトが、ヒル魔がアメフトに興味を持つきっかけになっている。ワールド杯編で再登場し、カジノでヒル魔と再会した。
ビッグベア
声 - 松山鷹志
アニメオリジナルキャラクター。34番地区に住む黒人の大男。祭りの場所を巡り、彼が所属していた草チームと勝負していた。偶然迷い込んだセナとモン太と勝負した。その後、彼の走りを見込み、釣りに出かけてしまった出産間近の妻の担当医を病院へ連れてくるように頼み込む。シュークリーム杯編で再登場。
ジョンソン
声 - 高塚正也
アニメオリジナルキャラクター。シュークリーム杯編で登場したプロレスラーで、一時期ホーマーが所属していたプロレス団体の一員。彼のアメフト回帰を賭け変則勝負し、敗北。その後、セナの特訓に協力した。
ボブ&サリー&ジョン
声 - 金田晶代（ボブ）、鮭延未可（サリー）、菊池こころ（ジョン）
アニメオリジナルキャラクター。シュークリーム杯編で新技特訓中に十文字と黒木と戸叶が喧嘩して浜辺で個人特訓（岩押し）している時、現れた子供の3人組。雰囲気が3兄弟にとてもよく似ており、3兄弟も流石に一瞬だけ引いていた。
アメフト雑誌を見てアメフトを始めたらしく、泥門がアジア代表であることを凄く尊敬している（本当は主催国の意向で決まっている）。十文字にそっくりな少年がボブ、黒木にそっくりな少女はサリー、戸叶にそっくりな少年はジョンという名前である。この3人も練習中に喧嘩を始めてしまい、3兄弟が仲裁したところ、3兄弟が新技のきっかけを思い付いた。その試合では泥門の応援に駆けつけていた。疑問を感じた時などには、3兄弟の決まり文句を英訳した風に「ホワイ」を3人で連呼する。